# Бориспіль
Бори́спіль — місто в Україні, адміністративний центр Бориспільської міської громади та Бориспільського району Київської області. Районний центр з 1923 року, з 1956 по 2020 роки — місто обласного підпорядкування Київської області.
Офіційна українська назва міста у першій половині XX століття — Бари́шпіль. Недалеко від колишнього Бари́шполя розташоване містечко Баришівка.

## Географія

### Клімат
За класифікацією Кеппена клімат відносять до вологого континентального з теплим літом (Dfb). Середньорічна температура складає 8,0 °C, кількість опадів — 602 мм.
| Клімат Борисполя                                                                         | Клімат Борисполя | Клімат Борисполя | Клімат Борисполя | Клімат Борисполя | Клімат Борисполя | Клімат Борисполя | Клімат Борисполя | Клімат Борисполя | Клімат Борисполя | Клімат Борисполя | Клімат Борисполя | Клімат Борисполя | Клімат Борисполя |
| Показник                                                                                 | Січ.             | Лют.             | Бер.             | Квіт.            | Трав.            | Черв.            | Лип.             | Серп.            | Вер.             | Жовт.            | Лист.            | Груд.            | Рік              |
| Середній максимум, °C                                                                    | −2,4             | −1,1             | 4,1              | 13,8             | 20,7             | 24               | 25,3             | 24,5             | 19,2             | 12,3             | 4,8              | 0,2              | 12,1             |
| Середня температура, °C                                                                  | −5,2             | −4,2             | 0,6              | 9,1              | 15,4             | 18,8             | 20,1             | 19,2             | 14,2             | 8,2              | 2,2              | −2,2             | 8,0              |
| Середній мінімум, °C                                                                     | −8               | −7,2             | −2,9             | 4,4              | 10,2             | 13,6             | 14,9             | 13,9             | 9,3              | 4,2              | −0,4             | −4,5             | 4,0              |
| Норма опадів, мм                                                                         | 42               | 39               | 35               | 47               | 48               | 73               | 81               | 61               | 47               | 35               | 46               | 48               | 602              |
| ---------------------------------------------------------------------------------------- | ---------------- | ---------------- | ---------------- | ---------------- | ---------------- | ---------------- | ---------------- | ---------------- | ---------------- | ---------------- | ---------------- | ---------------- | ---------------- |
| Джерело: Climate-Data.org. Архів оригіналу за 15 лютого 2021. Процитовано 4 червня 2022. |                  |                  |                  |                  |                  |                  |                  |                  |                  |                  |                  |                  |                  |

## Історія

### Київська Русь
Бориспіль — одне з найдавніших поселень Київщини, відоме за літописними матеріалами 1015—1154 років, як Лто, Льто, Алто, Альто, Олто. Перша літописна згадка про нього стосується початку XI століття, коли в братовбивчій війні (1015—1019) між синами київського князя Володимира на річці Альті загинув князь Борис, який з 1072 року канонізований як один із перших святих Київської Русі. З іменем Бориса і пов'язана сучасна назва міста. Далі Летч неодноразово згадується в літописах до 1154 року як укріплене городище, яке стояло на підвищенні між двома рукавами річки Ільтиця. Місцевість була заболочена і лісиста. Летч за часів Київської Русі був не тільки укріпленим пунктом на межі Київського та Переяславського князівства, але й місцем зміни коней та місцем відпочинку для різних посольств, гінців, княжих дружин, князів.
Під час монголо-татарської навали поселення на території сучасного Бориспільського району та сам Летч були зруйновані. З XIII століття ці землі переходять під владу Великого князівства Литовського.

### ПеріодВеликого князівства Литовського,Речі ПосполитоїтаВійська Запорозького

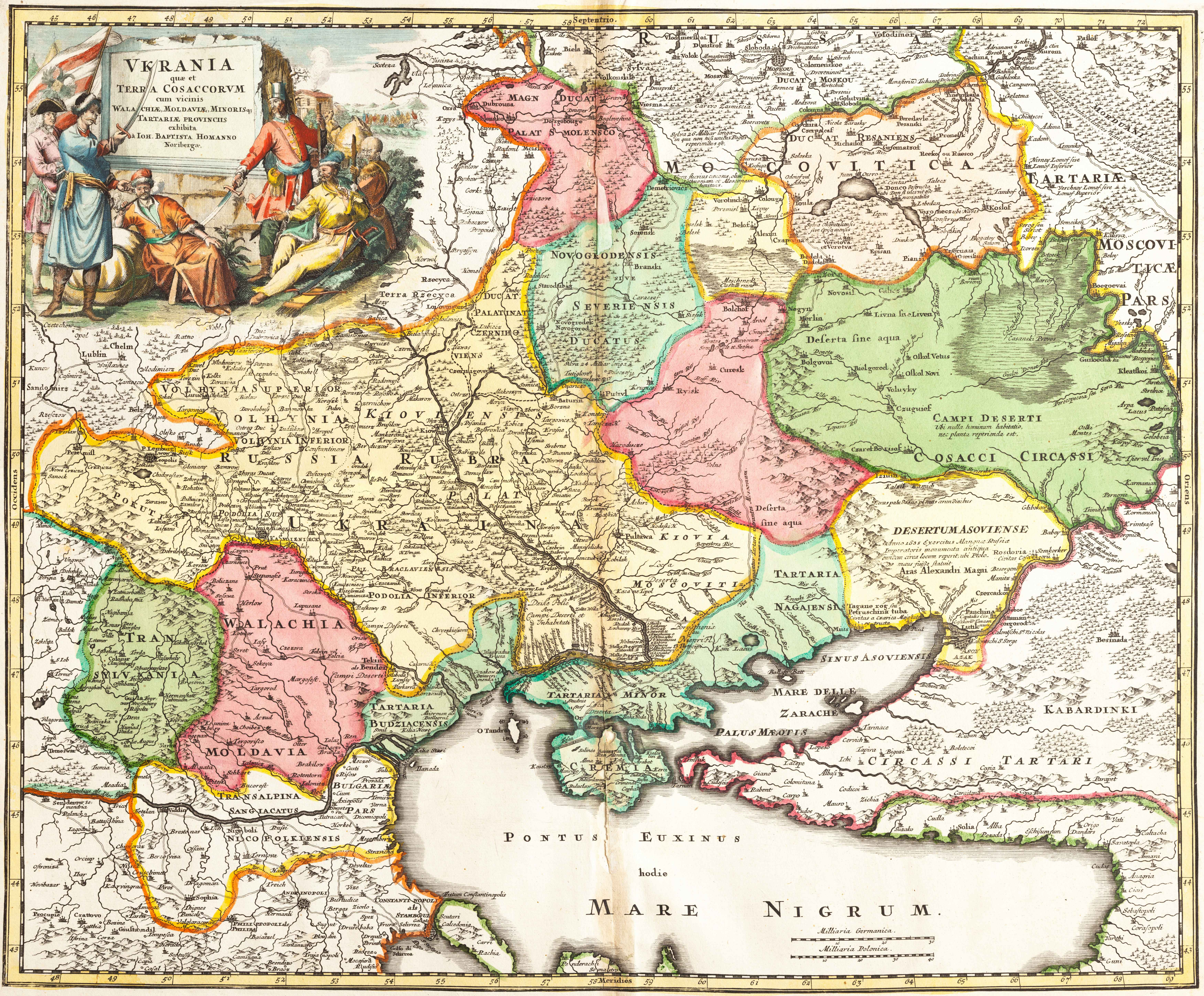
На мапі за 1720 рік Йоганна Гоманна Бориспіль показано як Barizpole (можливо — Баришполе)

Пізніше ця територія належала королівському товмачу Солтанові Албеєвичу. У 1508 році він продав ці землі Київському Пустинно-Микільському монастирю. Монахи володіли землею до кінця XVI століття. Ймовірніше всього, що в цей час Бориспіль (в окремих джерелах — Баришпіль, Боришпіль) і отримав свою сучасну назву. На монастирських землях в цей період почали селитися втікачі з Правобережжя.
Після 1569 року всі українські землі, які раніше належали литовцям, відійшли до польської Корони. За рішенням польського сейму від 1590 року містечко Бориспіль отримав у володіння Войтех Чоновицький, який в документах 1590 року згадується як гетьман запорізьких козаків. У цих документах Бориспіль вперше згадується як містечко.
У 1596 році Сигізмунд III зробив Бориспіль королівською маєтністю, він був тоді вже значним поселенням. Того ж року було утворено Бориспільське староство. В часи польського панування місту було надано Магдебурзьке право. Відтоді міська ратуша Борисполя користувалася власною печаткою з гербом — зображенням Святого Станіслава (Інститут рукопису НБУ ім. В. Вернадського. — Ф. 1. — Спр. 50683).
Наприкінці XVI — початку XVII століття Україну охоплює ряд козацько-селянських повстань. За придушення повстання під проводом Семерія (Северина) Наливайка (1594–1596) сейм надав Бориспільське староство магнату Станіславові Жолкевському, а з 1623 року воно стає власністю родини Жолкевських (залишається ним до 1648 року). Тоді у містечку було 77 господарств і близько 370 мешканців.
Наприкінці XVII століття Бориспіль став досить великим містечком з двома брамами — Переяславською та Київською, кількома вулицями. Тут жили переважно міщани, які займались ремеслами та промислами. У XVIII столітті Бориспіль перетворився на значний економічний центр. Цьому сприяло те, ще тут проходив шлях Київ — Полтава.
Універсалом від 14 січня 1752 року гетьман Кирило Розумовський передав Бориспіль з навколишніми землями у вічне володіння своїй сестрі та її чоловіку, бунчуковому товаришу Юхиму Дарагану. На той час Бориспіль мав офіційний статус сотенного містечка Київського (давніше — Переяславського) полку.
Є на мапі 1787 року

### Російська імперія та встановлення радянської влади
У 1802 році Бориспіль став волосним центром Переяславського повіту Полтавської губернії. У місті діяли три парафіяльні школи, у 1842 році відкрито початкове народне училище для державних селян. Варто згадати, що у місті на той час перебувала досить велика єврейська громада, існувало єврейське кладовище.
2 червня 1920 року, під час польсько-радянської війни, біля Борисполя відбулися бойові дії між польсько-українськими та російськими червоноармійськими частинами. У травні-червні, в очікуванні звільнення від більшовицької окупації, місцеві мешканці підняли антирадянське повстання, проте, об'єднані польсько-українські сили не змогли надати підтримку повстанцям, а виступ був жорстоко придушений російськими військами.
У 1920 році в Борисполі було встановлено радянську владу. Почали створюватися сільськогосподарські артілі. Того ж року Бориспіль увійшов до складу Київської губернії, у 1923 році — Бориспіль отримав статус районного центру. На той час у місті продовжувала існувати велика єврейська громада та єврейське кладовище.
3 1929 року починається колективізація. Це була справжня трагедія для українського селянства. Як і всюди по Україні, у Бориспільському районі вона супроводжувалася масовим розкуркуленням, знищенням найпрацьовитішого і тому найзаможнішого прошарку селянства. Люди в колгоспи йшли неохоче, чинили опір колективізації. Прокотилася хвиля «бабських бунтів». На придушення такого бунту в Борисполі було викликано кінну міліцію з Києва. Але незважаючи на опір населення, колективізація продовжувалася. 3 дрібних артілей утворюються 4 колгоспи: ім. Шевченка, ім. Кірова, «Серп і молот», «Перемога».

Війська Російської імперії проходять через Бориспіль (1877)
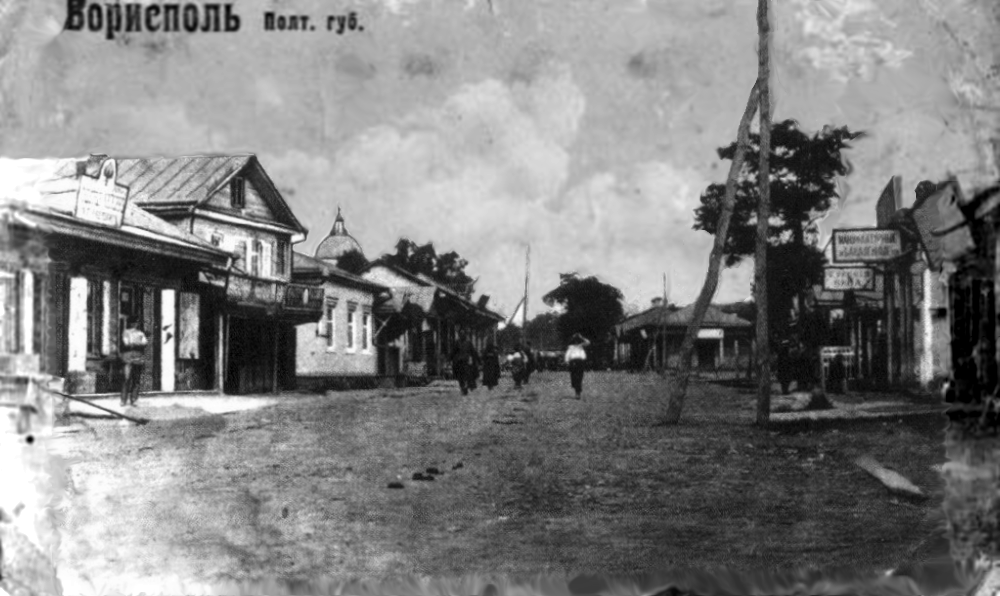
Вулиця Київський шлях у Борисполі (1902)

### Голодомор (1932—1933)
Смертність сільського населення Бориспільського району (без міста Борисполя) з 1 січня 1933 по 1 січня 1934 року складала 5739 осіб. Серед померлих за цей період було 266 дітей віком до одного року. Це за звітами. Фактично ж втрати були значно більшими.
Жертвами репресій стали багато жителів району та міста Борисполя. Серед них: Тарабан — нач. райземвідділу, Степанов — голова райвиконкому, Пінчук — бандурист, молодий письменник Жигалко та багато інших.
26 квітня 1939 року село Бориспіль отримало статус селища міського типу.

### Друга світова війна
23 вересня 1941 року Бориспіль тимчасово окупували німецькі війська. На території аеродрому до жовтня 1942 року функціонував табір для військовополонених. У лютому 1943 року в придніпровських лісах біля Сошникова розпочав свою діяльність партизанський загін імені Щорса. Витіснення німецьких військ із Бориспільського району почалося у вересні 1943 року, у цей час тут діяли дві армії (38-а — під командуванням Никандра Чибісова, 40-а — під командуванням Кирила Москаленка). Бориспіль звільняла 136-а дивізія під командуванням Івана Пузікова. В ніч на 23 вересня 1943 року бійці дивізії увірвались у місто, захопили аеродром, багато зброї, чимало полонених. За два роки окупації нацисти вбили і закатували в районі 497 громадян. Понад 5 тисяч вивезли до Німеччини. В боях за визволення від німецьких загарбників загинуло понад 8 тисяч мешканців району, у тому числі понад три тисячі бориспільців. Більше 5 тисяч воїнів лежать в братських могилах району. На території сучасної школи лінгвістики в період 1941—1943 рр. нацисти проводили розстріли місцевого населення. Після війни учні тоді ще школи № 5 насипали курган з землі привезеної з місць найбільших битв німецько-радянської війни.

### Повоєнні роки

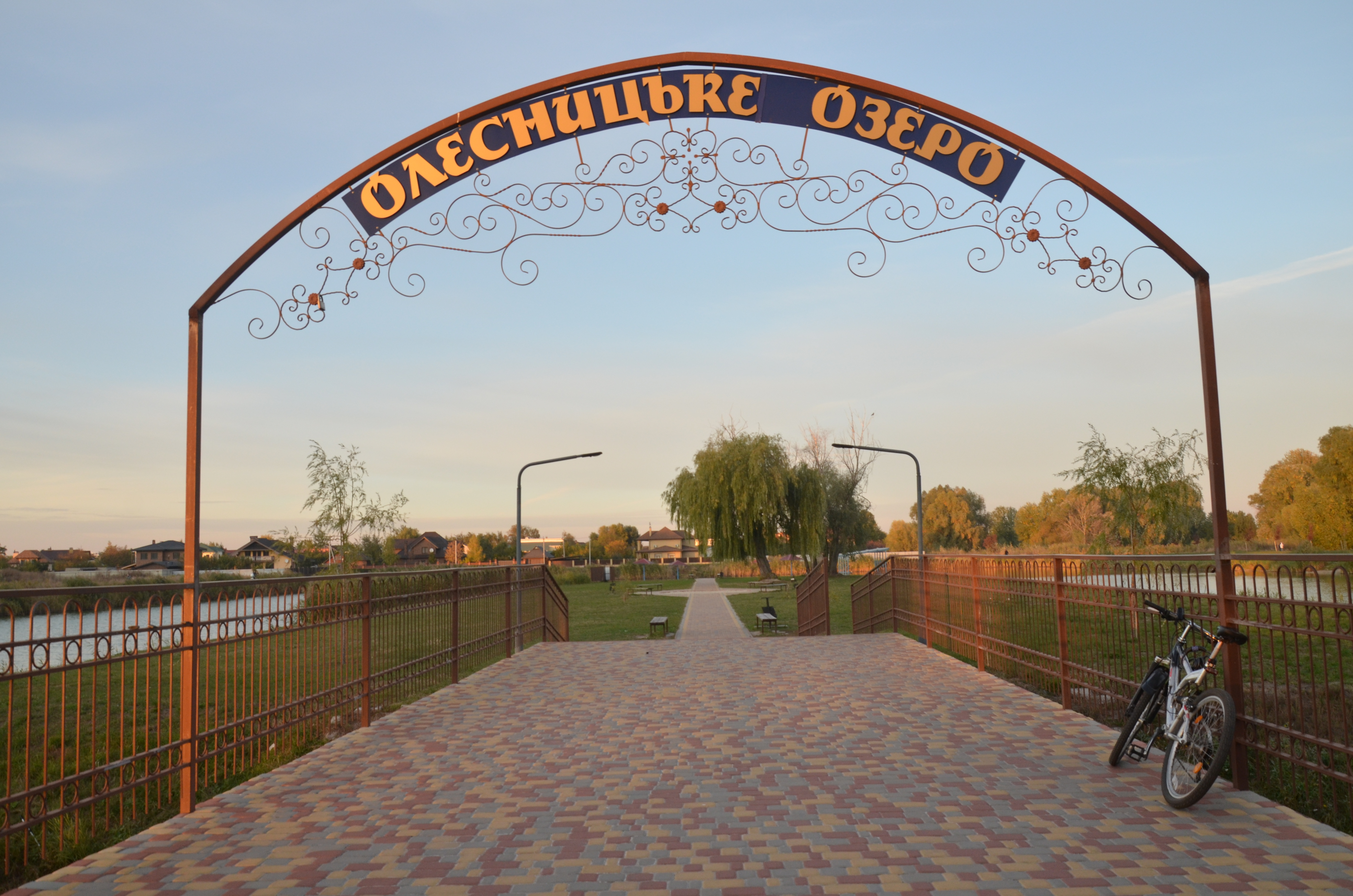
Олесницьке озеро

У 1959 році чисельність населення Борисполя досягла 17,2 тис. осіб.
У 1965 році прийняв перших пасажирів новий Міжнародний аеропорт «Бориспіль».
На початку 1970-х років Бориспіль почав інтенсивно розбудовуватися: виросло селище будівників газопроводу, побудовані нові житлові квартали, де живуть переважно працівники аеропорту. У 1975 році Бориспіль отримав статус міста обласного підпорядкування.
На початку 1980-х років на території міста та району працювали 36 промислових та сільськогосподарських підприємств, 27 будівельних та транспортних підприємств, 20 середніх та 8 восьмирічних шкіл, 50 медичних установ, 34 будинки культури та клуби, 47 бібліотек, спортивна та музична школи, районний будинок побуту, будинок культури.
Наприкінці 1960-х — початку 1990-х років у Бориспільськомук районі налічувалося всього: по місту і району — 136 великих та малих підприємств і організацій, 15 радгоспів, 4 радгоспи-птахофабрики.

Пам'ятний знак на честь перебування в м. Борисполі Тараса Шевченка
Меморіал жертвам Голодомору 1932—1933 років
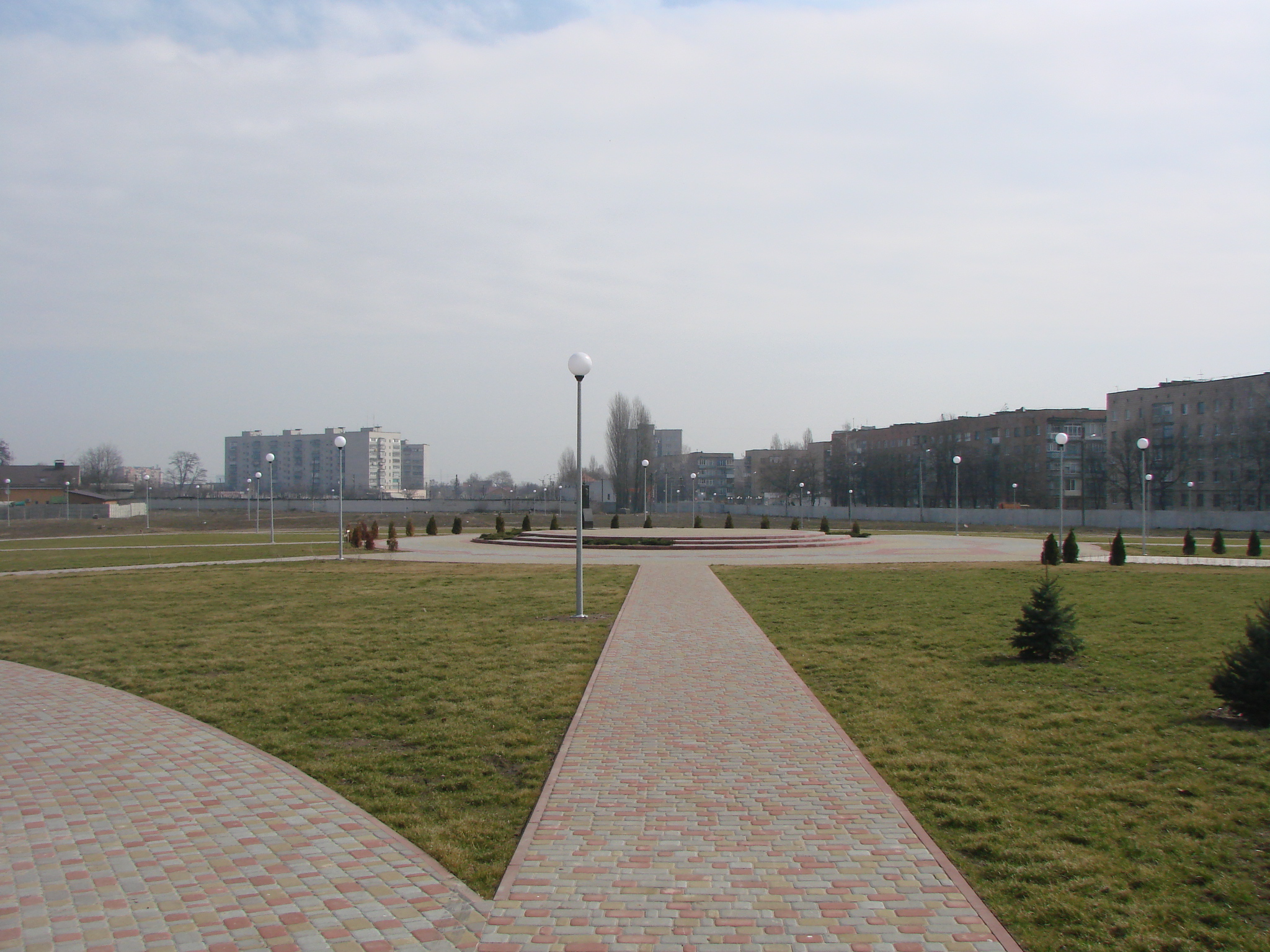
Книшовий меморіальний комплекс

### У Незалежній Україні

Бориспільська міська рада

Місто розташоване за 35 км на південний схід від Києва.
З 24 серпня 1991 року в складі Незалежної України.
Постановою № 184-VIII Верховної Ради України від 11 лютого 2015 року 1000-річчя Борисполя відзначалося на державному рівні.

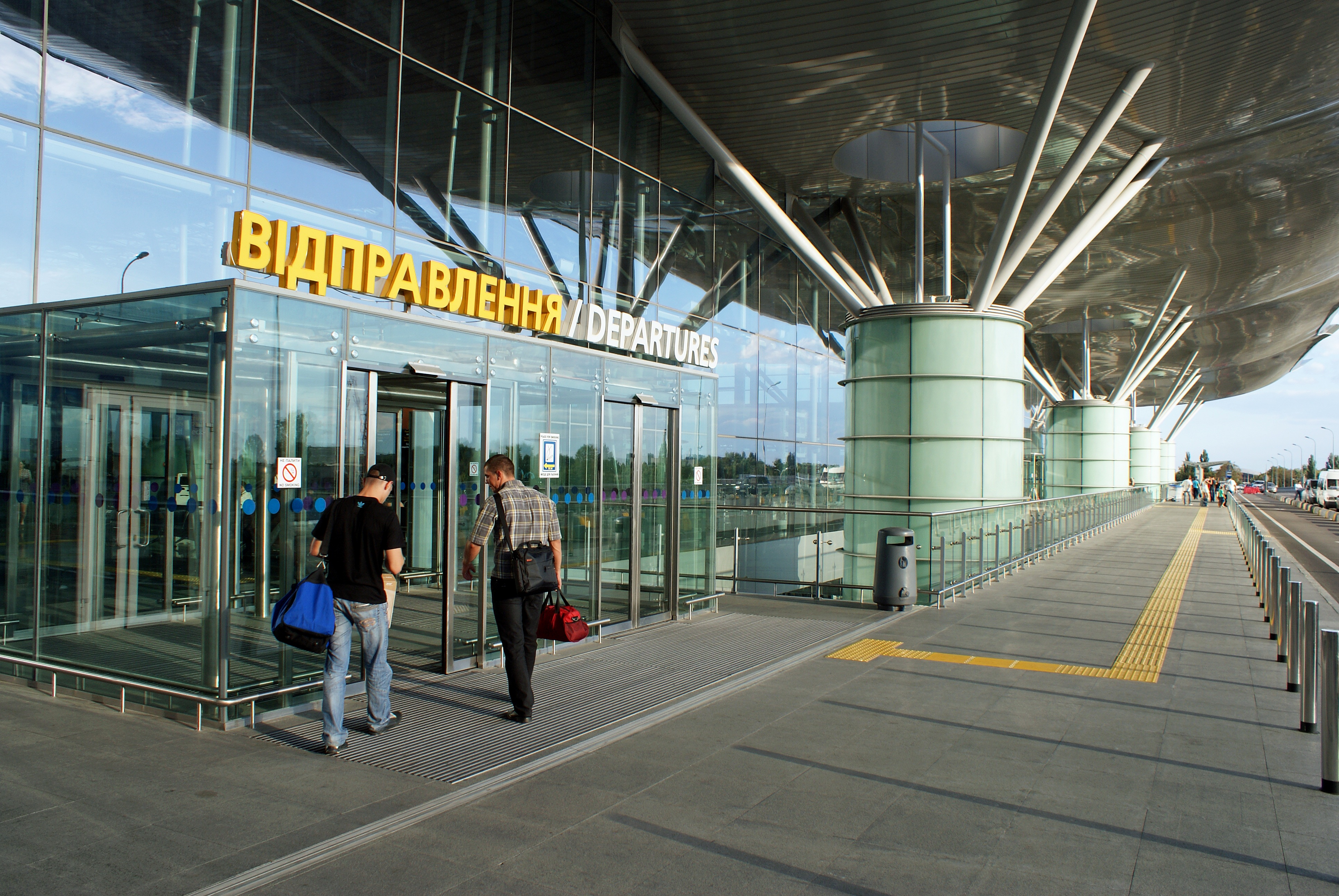
Станція Бориспіль-Аеропорт поблизу терміналу «D»

30 листопада 2018 року відкрита пасажирська станція Бориспіль-Аеропорт Київської дирекції Південно-Західної залізниці, кінцева станція лінії колійний пост 19 км — Бориспіль-Аеропорт (відгалуження від лінії Дарниця — Гребінка) на території міжнародного аеропорту «Бориспіль».

## Населення

### Динаміка населення[15]
| 1623     | 1897     | 1939     | 1959     | 1970     | 1979     | 1989     |
| -------- | -------- | -------- | -------- | -------- | -------- | -------- |
| 370      | ▲ 8 953  | ▲ 13 276 | ▲ 17 180 | ▲ 32 365 | ▲ 39 983 | ▲ 50 508 |
| 2001     | 2003     | 2004     | 2005     | 2006     | 2007     | 2008     |
| ▲ 53 975 | ▲ 54 786 | ▲ 55 074 | ▲ 55 334 | ▲ 55 894 | ▲ 56 296 | ▲ 56 788 |
| 2009     | 2010     | 2011     | 2012     | 2013     | 2014     | 2015     |
| ▲ 57 209 | ▲ 57 563 | ▲ 58 227 | ▲ 58 868 | ▲ 59 545 | ▲ 60 160 | ▲ 60 844 |
| 2016     | 2017     | 2018     | 2019     | 2020     | 2021     | 2022     |
| ▬ 60 885 | ▼ 60 619 | ▲ 61 807 | ▲ 62 281 | ▲ 63 169 | ▲ 63 674 | ▲ 64 117 |

### Національний склад
| Національність  | Відсоток |
| --------------- | -------- |
| українці        | 89,24 %  |
| росіяни         | 9,20 %   |
| білоруси        | 0,60 %   |
| вірмени         | 0.16 %   |
| поляки          | 0,12 %   |
| інші/не вказали | 0,68 %   |

### Мовний склад
Рідна мова населення за даними перепису 2001 року:
| Мова            | Чисельність, осіб | Доля     |
| --------------- | ----------------- | -------- |
| українська      | 47 085            | 88,28 %  |
| російська       | 5 966             | 11,19 %  |
| білоруська      | 115               | 0,22 %   |
| вірменська      | 43                | 0,08 %   |
| румунська       | 21                | 0,04 %   |
| ромська         | 14                | 0,03 %   |
| болгарська      | 11                | 0,02 %   |
| інші/не вказали | 81                | 0,14 %   |
| Разом           | 53 336            | 100,00 % |

## Культура
У Борисполі діє мережа закладів культури; є пам'ятки історії та архітектури.

### Заклади культури
Сферу культури в місті та в цілому Бориспільському районі репрезентують:
- міський будинок дитячої та юнацької творчості;
- міська централізована бібліотечна система Бориспільської міської ради Київської області[30] (також є 7 шкільних бібліотек та інших установ);
- у місті діє Бориспільський державний історичний музей:

|                                                       |                                              |                                           |
| Будинок дитячої та юнацької творчості міста Бориспіль | Кінотеатр «Європа» До реставрації — «Дружба» | Бориспільський державний історичний музей |

Улюбленим місцем відпочинку містян є центральний парк, де в тому числі розташовані меморіал пам'яті воїнів німецько-радянської війни і Алея Героїв (відкрита 31 березня 2023 року), стадіон «Колос», міська спортивна школа, різноманітні заклади відпочинку, кафе, атракціони тощо.

## Пам'ятки

Погруддя Павла Чубинського

Цікавими об'єктами історичного минулого та архітектури у Борисполі є:
- вал ІХ—ХІІ століть;
- Борисо-Глібська церква;
- Пожежна вежа;
- Меморіал пам'яті жертв Голодомору;
- Книшове кладовище;
- Вокзал станції Бориспіль (1901);
- Пам'ятник «Святий князь Володимир — Хреститель Русі-України»;
- Книшовий меморіальний парковий комплекс[32].

У місті також встановлено ряд інших пам'ятників і пам'ятних знаків — меморіал воїнів німецько-радянської війни, пам'ятники Павлу Чубинському, пам'ятні знаки на честь перебування Т. Г. Шевченка в околицях міста і воїнам-афганцям.
Після здобуття Україною незалежності містяни неодноразово порушували питання знесення пам'ятника В. І. Леніну та зміни назв декількох вулиць. Наприклад, у ніч на 1 березня 2011 року представники організації «Патріот України» розбили постамент довкола пам'ятника Леніну, на якому були написані металеві букви «В. І. Ленін». 22 серпня 2011 року пам'ятник Ленінові було перенесено з площі перед Міськрадою. 21 лютого 2014 місцевими мешканцями його було остаточно знесено. Бориспільці запропонували замість Леніна поставити пам'ятник Павлові Чубинському — уродженцю міста, автору тексту до гімну України.
23 серпня 2014 року, в День Державного прапора України, урочисто відкрито пам'ятник Героям Небесної сотні.

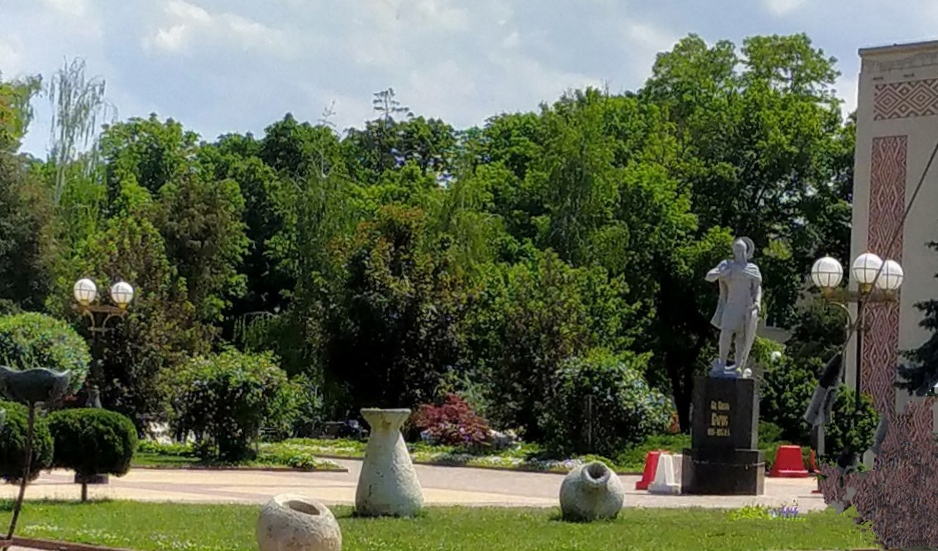
Пам'ятник князю Борисові

25 травня 2021 року на Європейській площі в місті Борисполі урочисто відкритий монументально-декоративну скульптуру князю Борисові. Фігуру князя Бориса встановили на постамент ще напередодні новорічних свят. Проте тривалий час скульптор Олексій Пергаменщик вже на місці доводив скульптуру до досконалості. Скультуру закладали ще при Анатолію Соловйовичу Федорчуку, при ньому й мали відкрити. Але, як відомо, міський голова пішов із життя, тому цю місію взяв на себе міський голова — Володимир Борисенко. Монументально-декоративна скульптура князю Борису виготовлена з цільного світло-сірого граніту, без перехідної моделі (за твердженням знавців, що так свої скульптури робив Мікеланджело). На голові в князя шолом часів Київської Русі. Князь підперезаний мечем, лівою лукою Борис опирається на щит, на якому є зображення тризуба. Правою рукою тримає Біблію, притиснувши її до грудей. Над Борисом здіймається німб. Із лицьового боку напис: «Св. Князь Борис 986—1015 н.  е.». Із тильної сторони: «Ініціатор створення пам’ятника: Анатолій Федорчук. Скульптор: Олексій Пергаменщик. Куратор: Микола Данилейко. 2020 н.  е».

## Транспорт
Бориспіль є фактично східними воротами Києва. Через місто пролягає автошлях міжнародного значення М03E40 Київ — Полтава — Харків, та починається автошлях національного значення Н08 (Бориспіль — Кременчук — Запоріжжя — Маріуполь). Тому щодня через місто проходить велика кількість автотранспорту. При цьому кількість світлофорів у Борисполі центральною вулицею — Київський Шлях складає 22 одиниці. Уранці та ввечері в Борисполі видовжуються кілометрові черги з автівок, оскільки світлофори загоряються на 30—35 секунд і не є синхронізованими між собою.
В місті знаходиться однойменна залізнична станція на електрифікованій лінії Київ — Харків та автостанція на магістралі цього ж напрямку. За 9 км від центру міста розташований Міжнародний аеропорт «Бориспіль» та пасажирська залізнична станція Бориспіль-Аеропорт, збудована для «Kyiv Boryspil Express».

## Підприємства та соціальна сфера міста
У місті досить добре розвинені всі галузі виробничої та невиробничої сфери, а також розташоване чимало будівельних підприємств. У Борисполі розташований найбільший виробник кранів у Східній Європі — Київський завод підіймально-транспортного обладнання (КЗПТО).
Банківську сферу діяльності у місті Борисполі представлені такими банками, як «Ощадбанк», «ПриватБанк», «Райффайзен Банк», «Укргазбанк», «Сенс Банк» тощо.

## ЗМІ
- Газета «Трудова слава» (видається з 1930 р.)[40]
- Газета «Вісті» (з 2000  р.)[41]
- телеканал «Бориспіль» (з 2007 р.)
- Інтернет-видання «Це Бориспіль» (з 2007 р.)[42]
- Газета «Термінал» (з 2011 року)

## Релігія
У місті діють громади всіх конфесій України:
- Українська православна церква (МП) — Покровський кафедральний Собор (Борисо-Глібська парафія).
- Православна церква України — храм Святого Миколая.
- Українська греко-католицька церква — храм Святих Володимира й Ольги.
- Римсько-католицька церква — храм Преображення Господнього.
- Православна церква України — парафія Святих жінок-мироносиць.
- Громада Євангельських християн-баптистів «Благословіння».
- Громада Церкви християн віри Євангельської (п'ятдесятників) «Ковчег Любові».
- Харизматична Християнська церква Повного Євангелія «Преображеніє».
- Об'єднання рідновірів України [Архівовано 23 жовтня 2018 у Wayback Machine.] — громада українських рідновірів «Поляни».

### Релігійні споруди

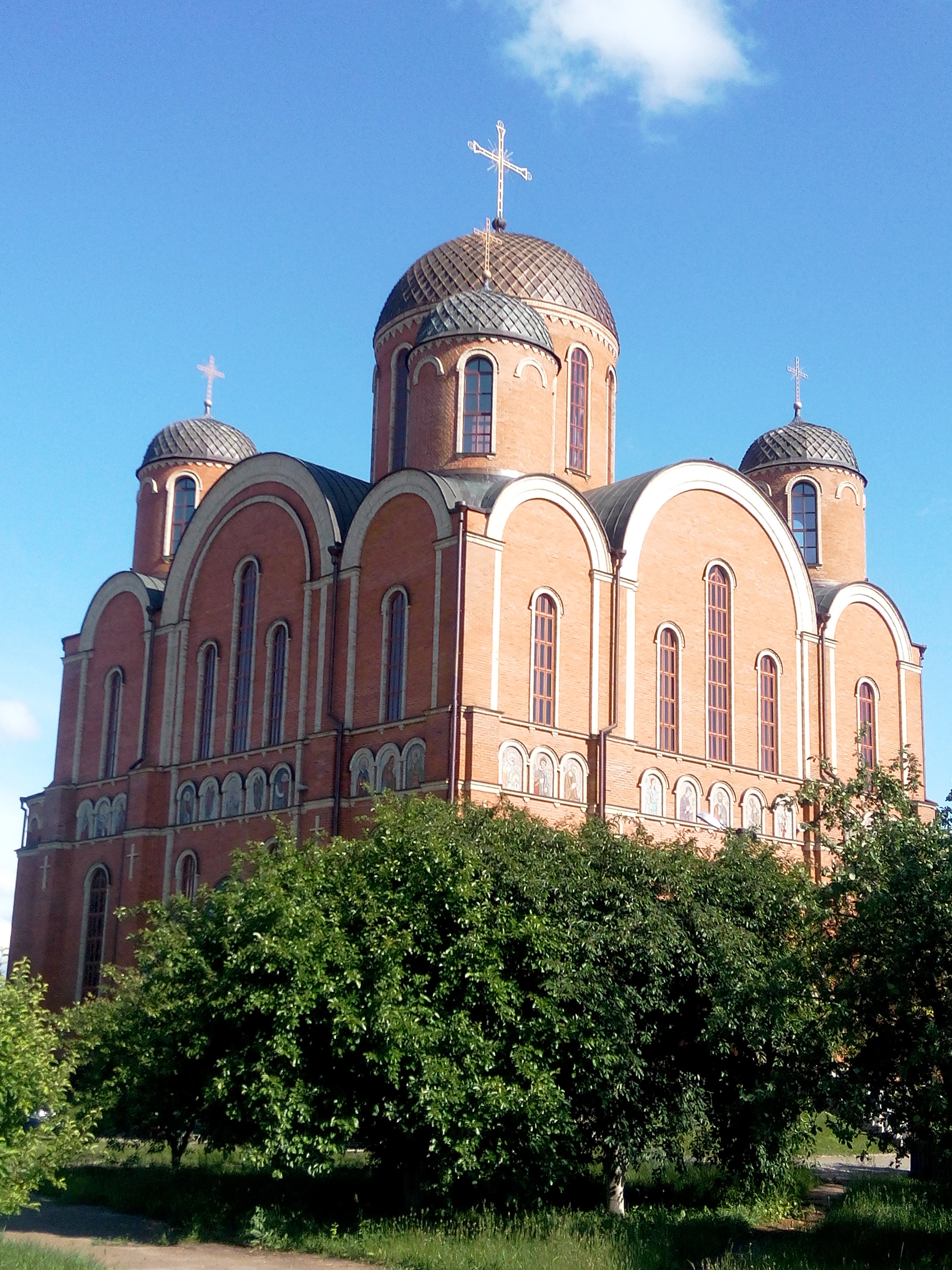
Свято-Покровський кафедральний собор
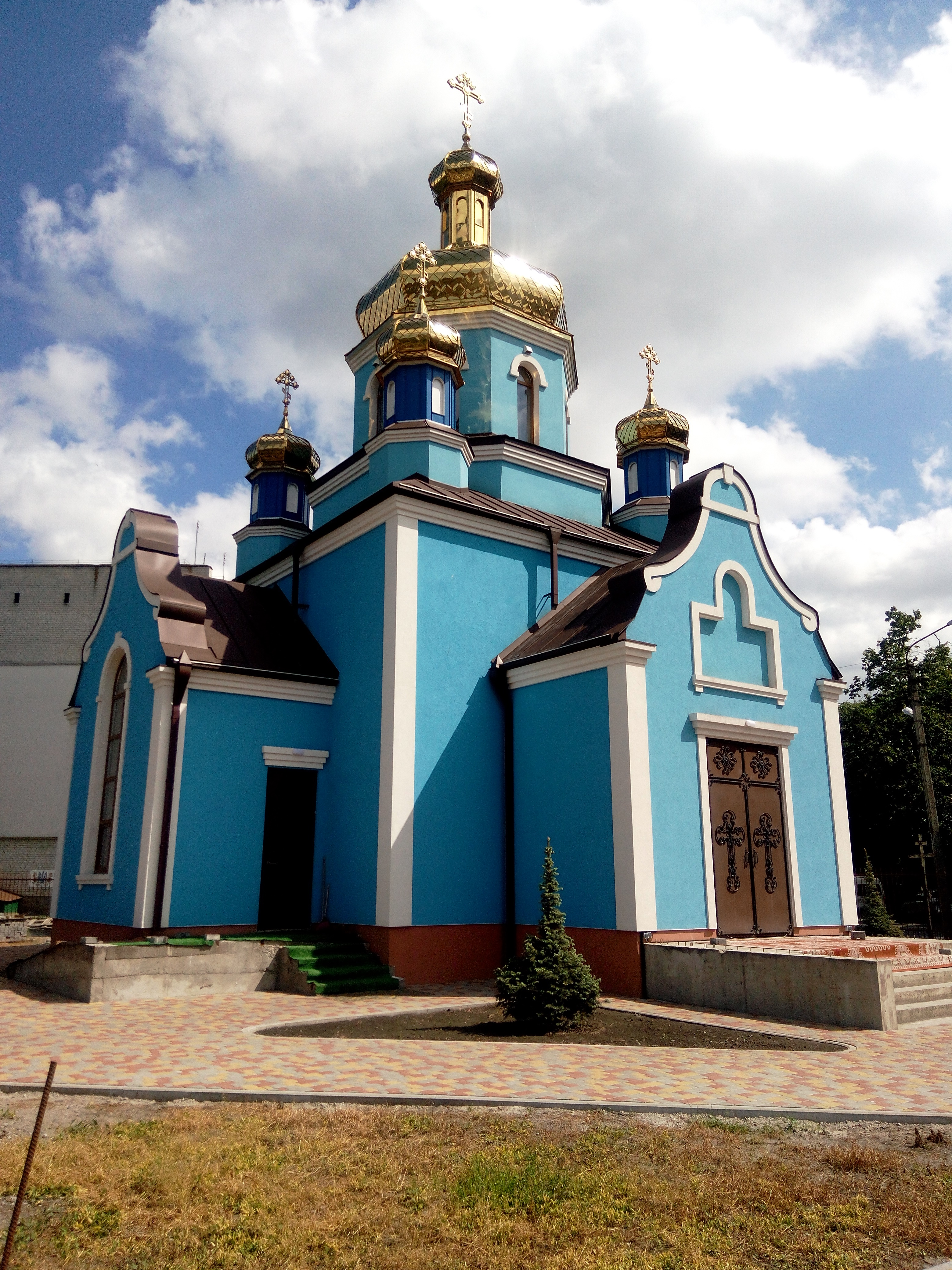
Храм Святого пророка Іллі
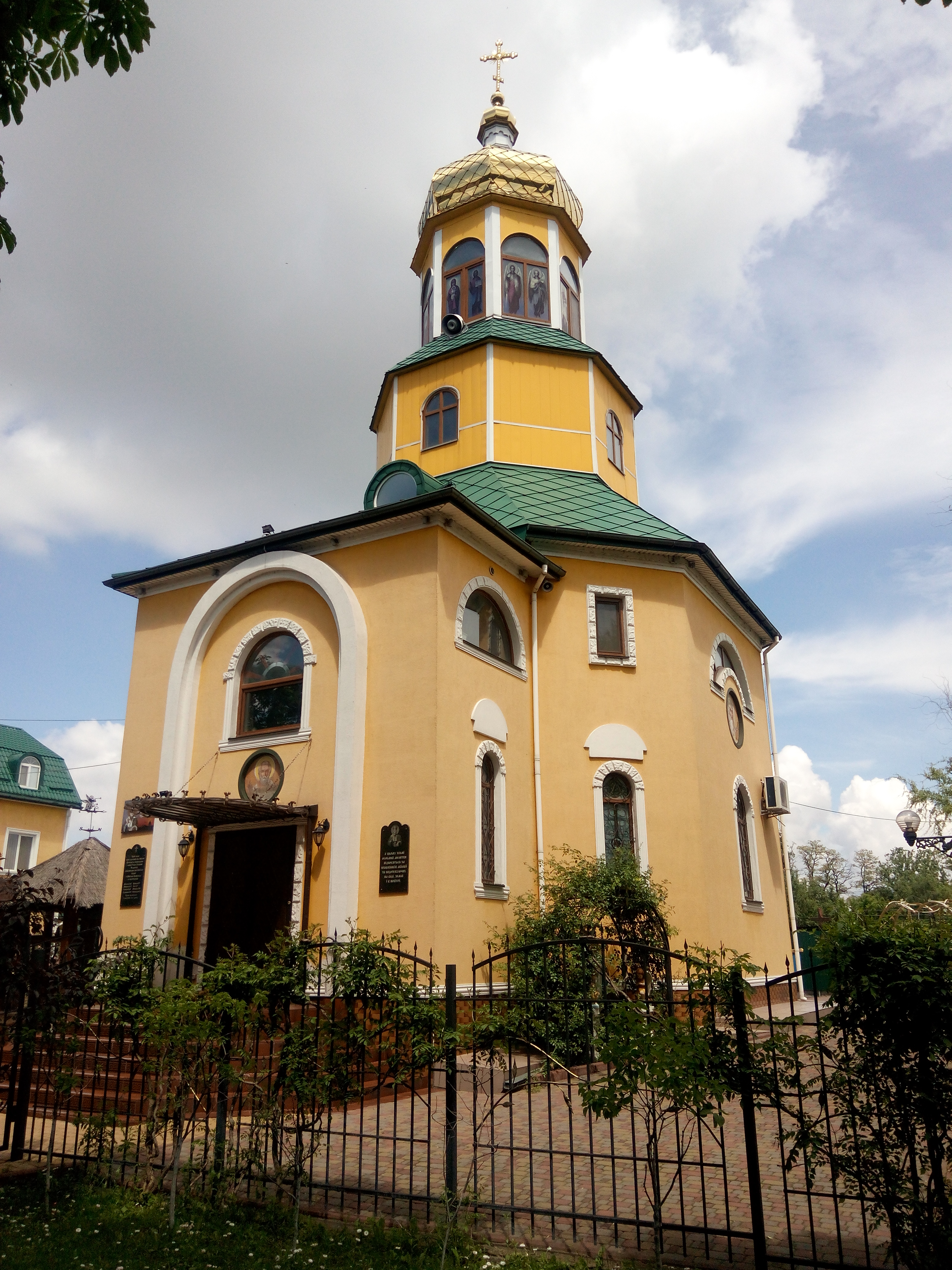
Свято-Миколаївська церква
Храм Святих Володимира й Ольги (УГКЦ)
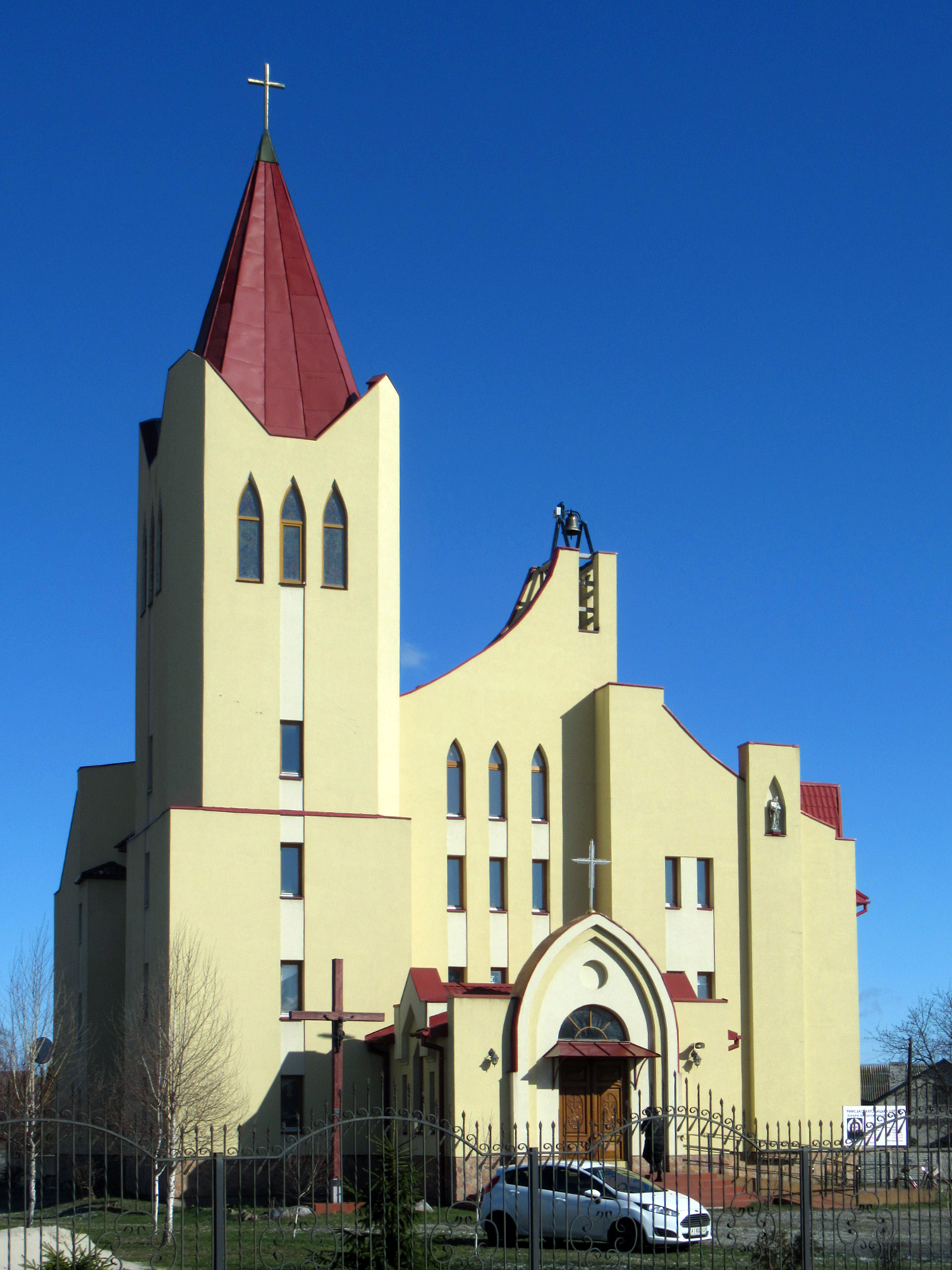
Костел Преображення Господнього

## Міста-побратими
Місто Бориспіль має 5 міст-побратимів.
- Кальяо, Перу (2007)
- Красник, Польща (2008)
- Гопкінс, штат Міннесота, США (2011)
- Вантаа, Фінляндія (2023)
- Ф'юмічіно, Італія (2025)

### Місто-партнер
- Сновськ, Україна (2025)[44]

## Персоналії
- Припіяло Сергій Вікторович (1982) — український легкоатлет; дворазовий срібний призер Дефлімпійських ігор.

Уродженці міста:
- Бородавка Віталій Олександрович (1994) — капітан спецпідрозділу «Омега», учасник російсько-української війни. Призер Ігор Нескорених-2023.
- Оврашко Сергій Миколайович (1976—2014) — молодший сержант 24-го окремого штурмового батальйону «Айдар» Збройних Сил України, учасник російсько-української війни.
- Аксьонов Олександр Васильович (1984—2021) — молодший сержант Збройних сил України, учасник російсько-української війни.
- Бабенко Микола Андрійович (1942—2005) — український актор театру, кіно та дубляжу.
- Горкун Віталій Володимирович (1986) — український вояк, учасник російсько-української війни.
- Гудзь Валерій Федорович (1971—2022) — полковник Збройних сил України, учасник російсько-української війни, Герой України (2022).
- Дудченко Олександр Олександрович (1988—2014) — старший солдат Збройних сил України, учасник російсько-української війни.
- Євсевський Федір Андрійович — композитор української діаспори.
- Кудря Володимир Іванович — український кінооператор.
- Леонтьєва Світлана Іванівна (1959) — українська телеведуча.
- Логвин Геннадій Борисович (1972—2015) — старший сержант Збройних сил України, учасник російсько-української війни.
- Ніговський Іван Миколайович — підполковник Армії УНР[45].
- Раєвський Петро Іванович (1847—1886) письменник, автор більше 40 повістей і оповідань, надрукованих в газеті «Києвлянинь» українською мовою.
- Тороповський Георгій Валерійович (1996—2014) — солдат Збройних сил України, учасник російсько-української війни.
- Чепілко Іван Йосипович (1880—1921) — український громадський та політичний діяч. У 1921 році — голова Цупкому.
- Чубинський Павло Платонович — автор гімну України, географ, етнограф (похований у Борисполі).
- Ярмак Олександр Валентинович — відомий український реп-виконавець, співак та актор.
- Кавецький Захар (25 березня 1899 — 21 жовтня 1937, Августів, Польща) — підстаршина 3 кінного полку 3 Залізної дивізії Армії УНР[46]

Герої Радянського Союзу:
- Головатий Юрій Максимович
- Павловський Рафаіл Семенович
- Шкіль Василь Федорович
- Раєвський Петро Іванович

Поховані:
- Степаненко Сергій Євгенович (1967—2016) — солдат Збройних сил України, учасник російсько-української війни.

## Галерея

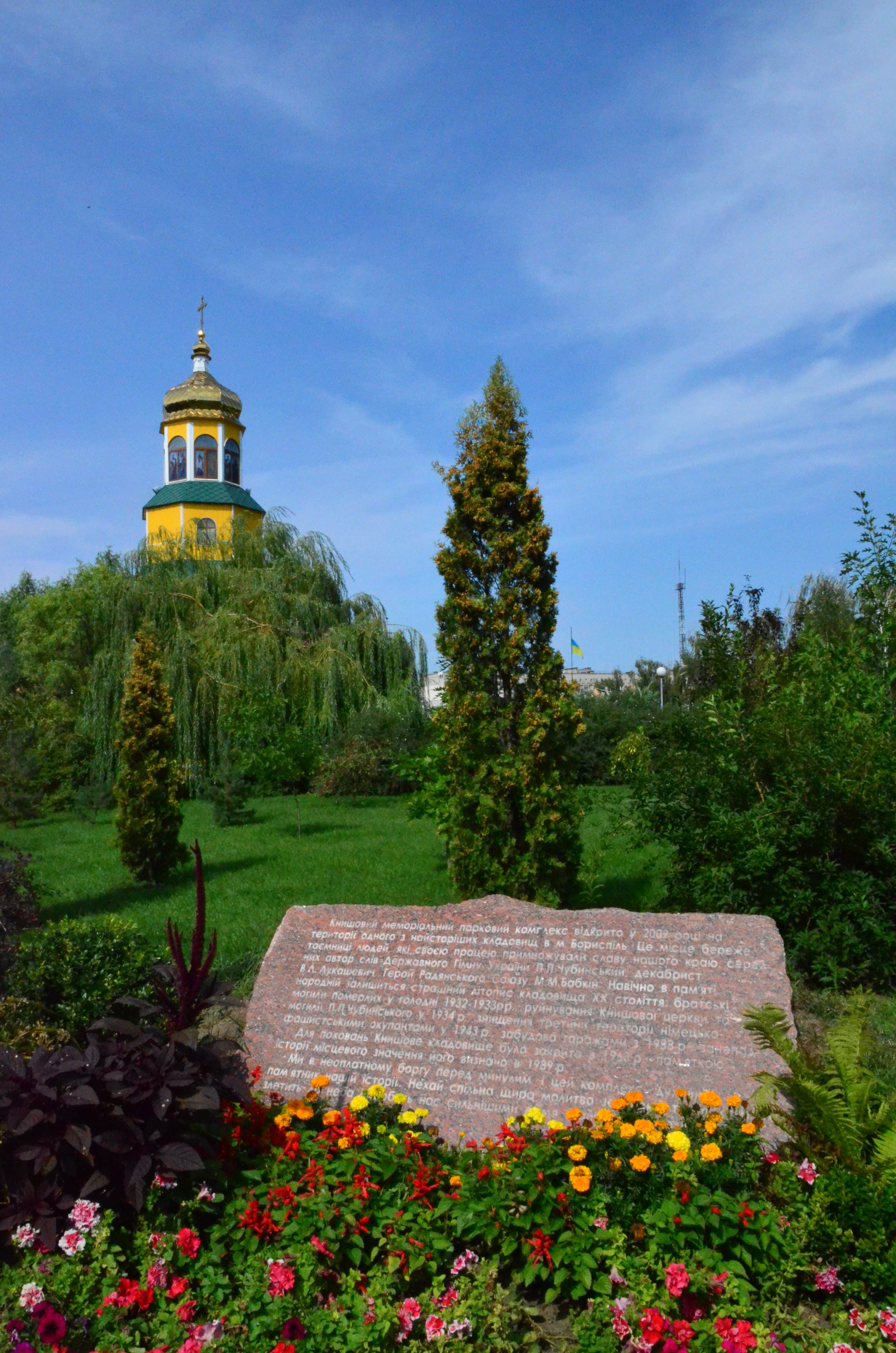
Книшовий меморіально-парковий комплекс
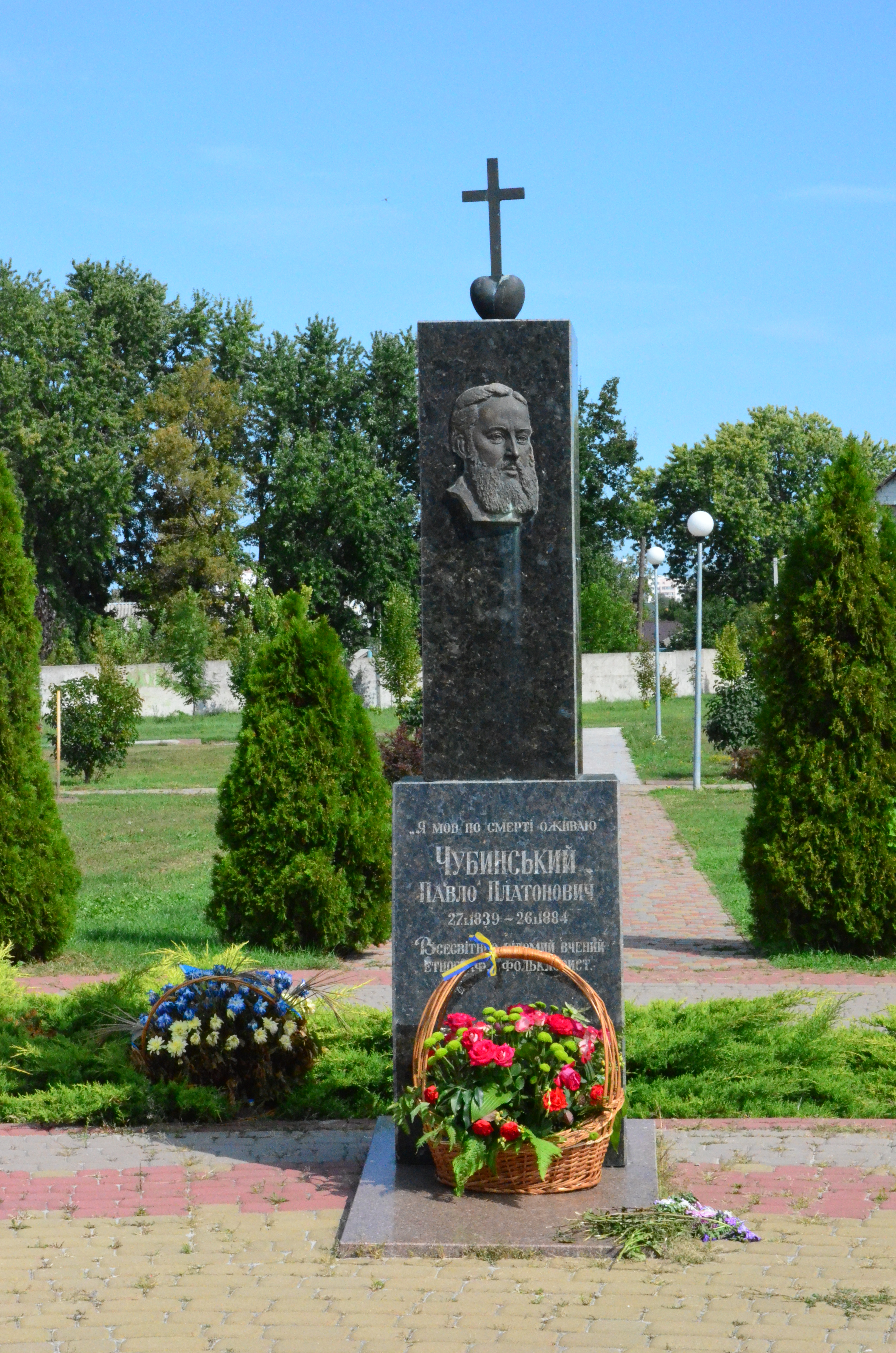
Пам'ятний знак вченому-етнографу Павлу Чубинському — автору тексту Гімну України
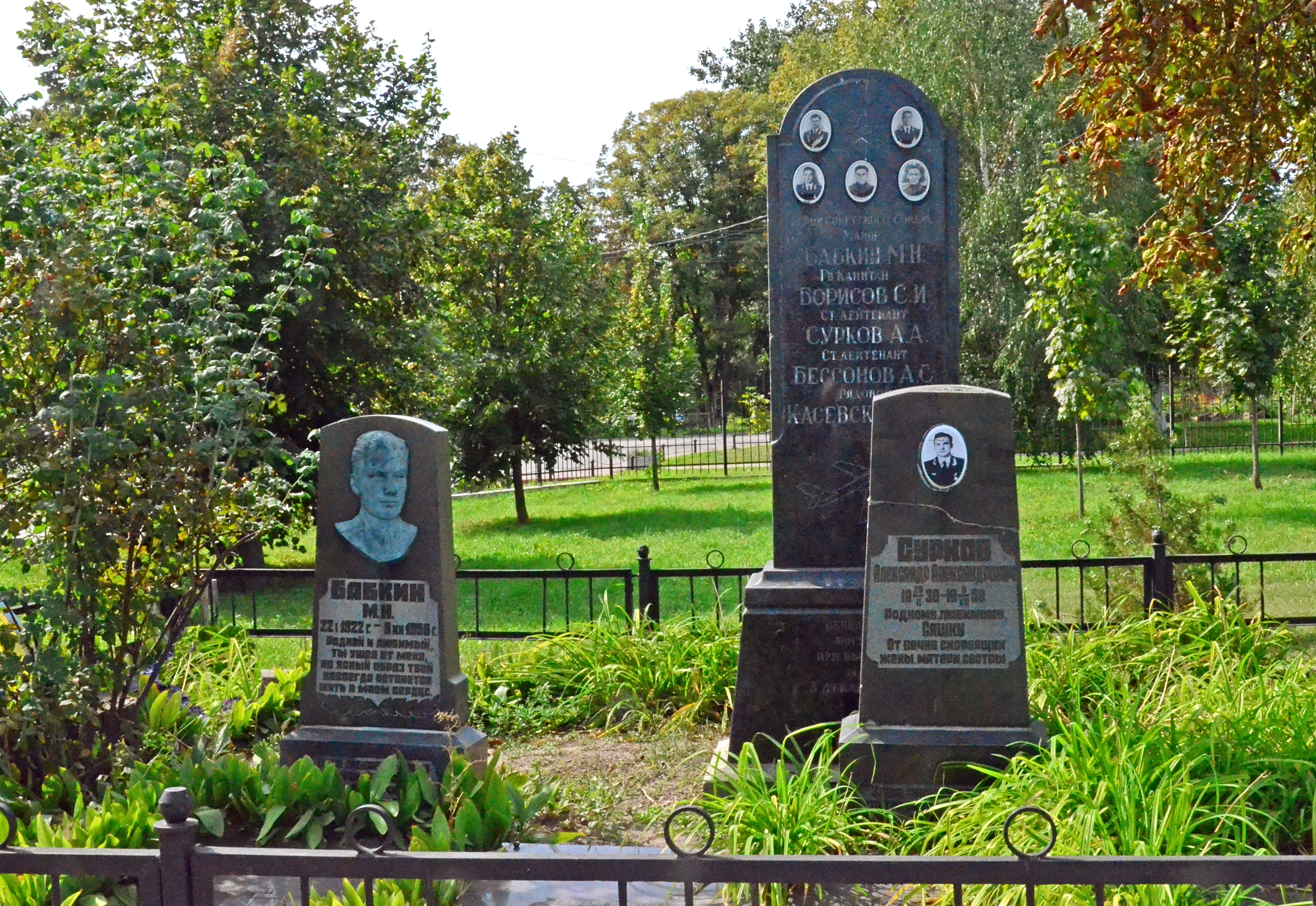
Братська могила п'ятьох льотчиків, які загинули 8 грудня 1959 року
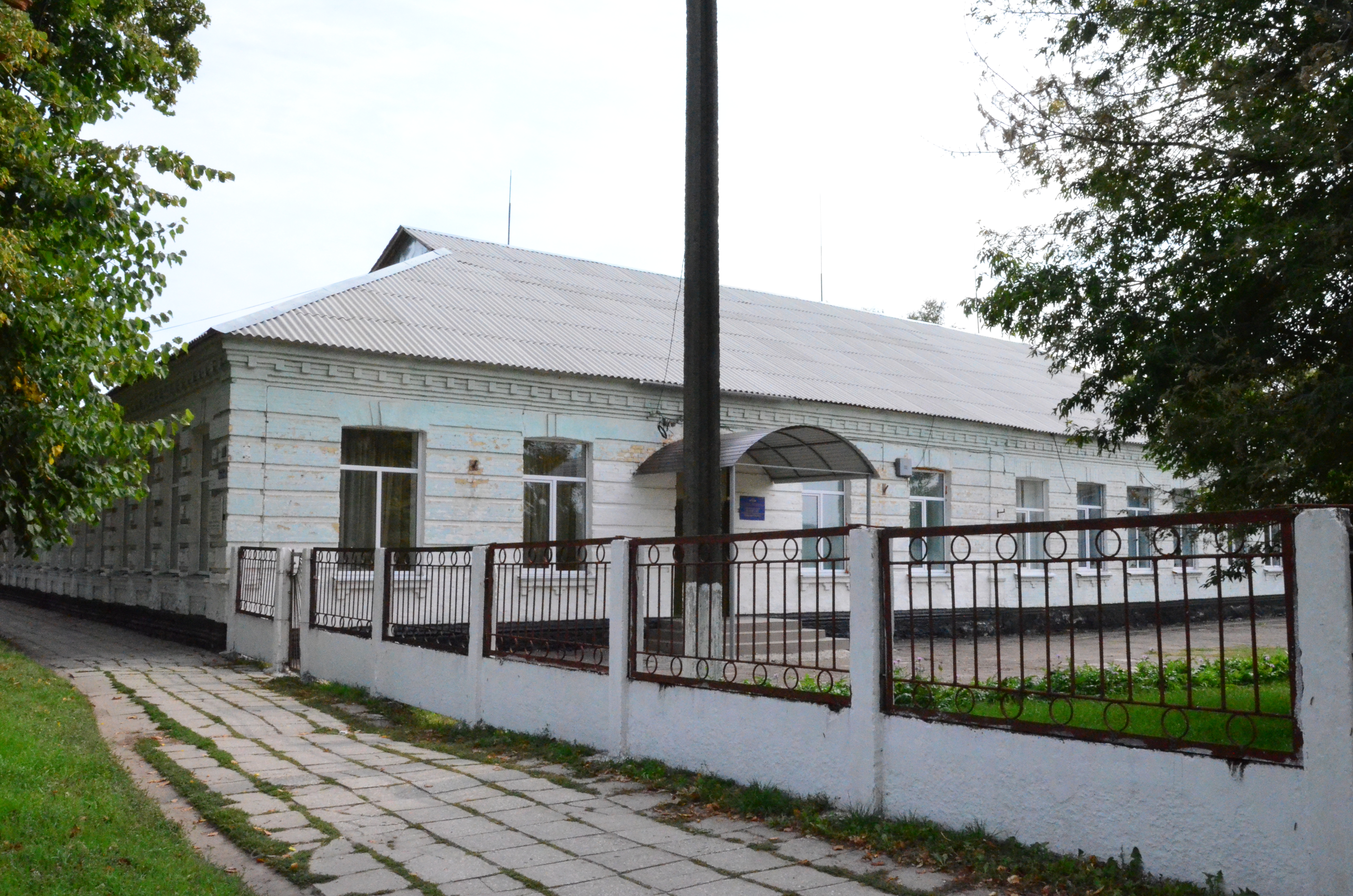
Будівля колишньої школи № 2 (нині — міжшкільний комбінат)
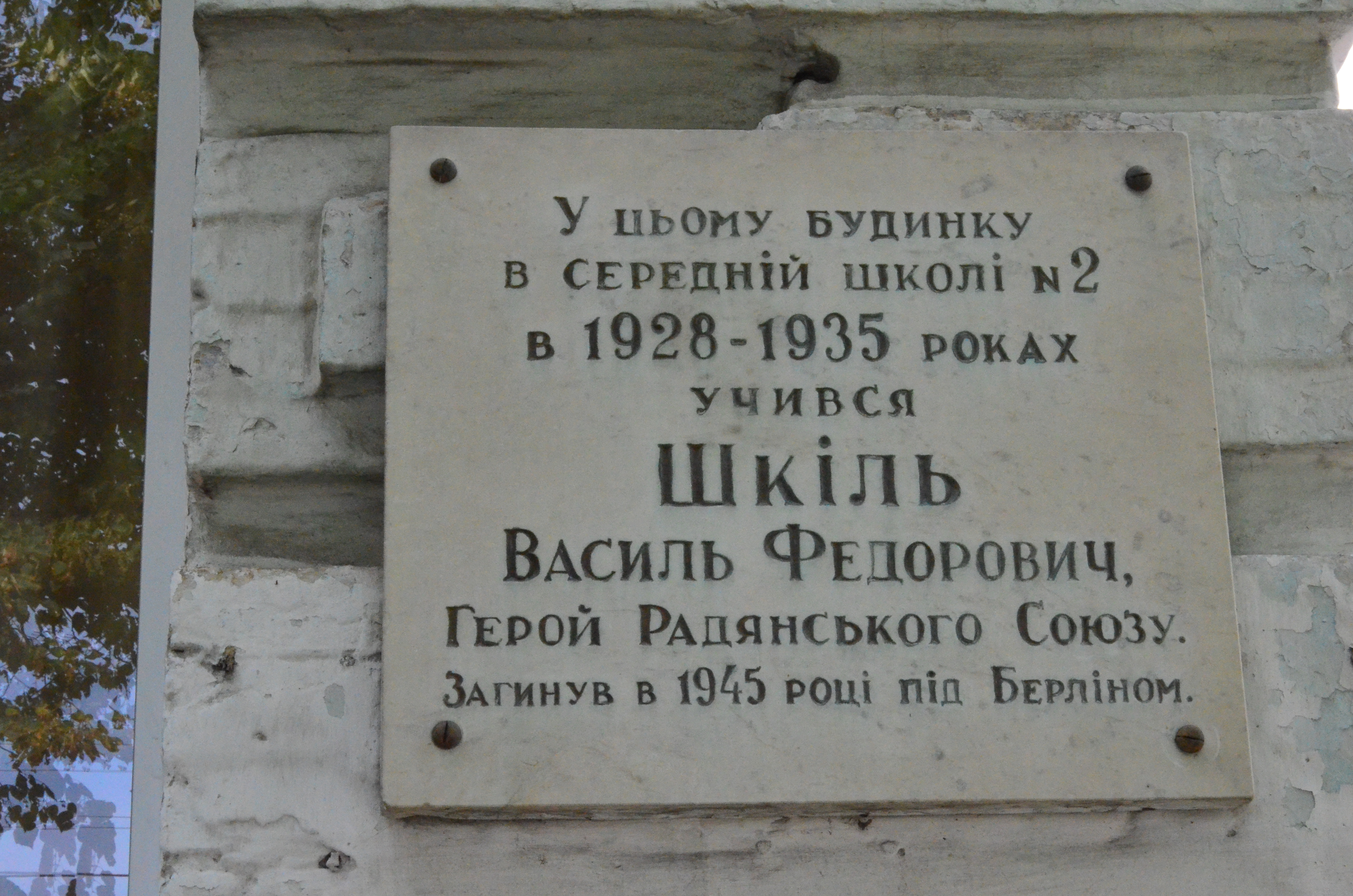
Меморіальна дошка в школі № 2, де навчався Герой Радянського Союзу Василь Шкіль
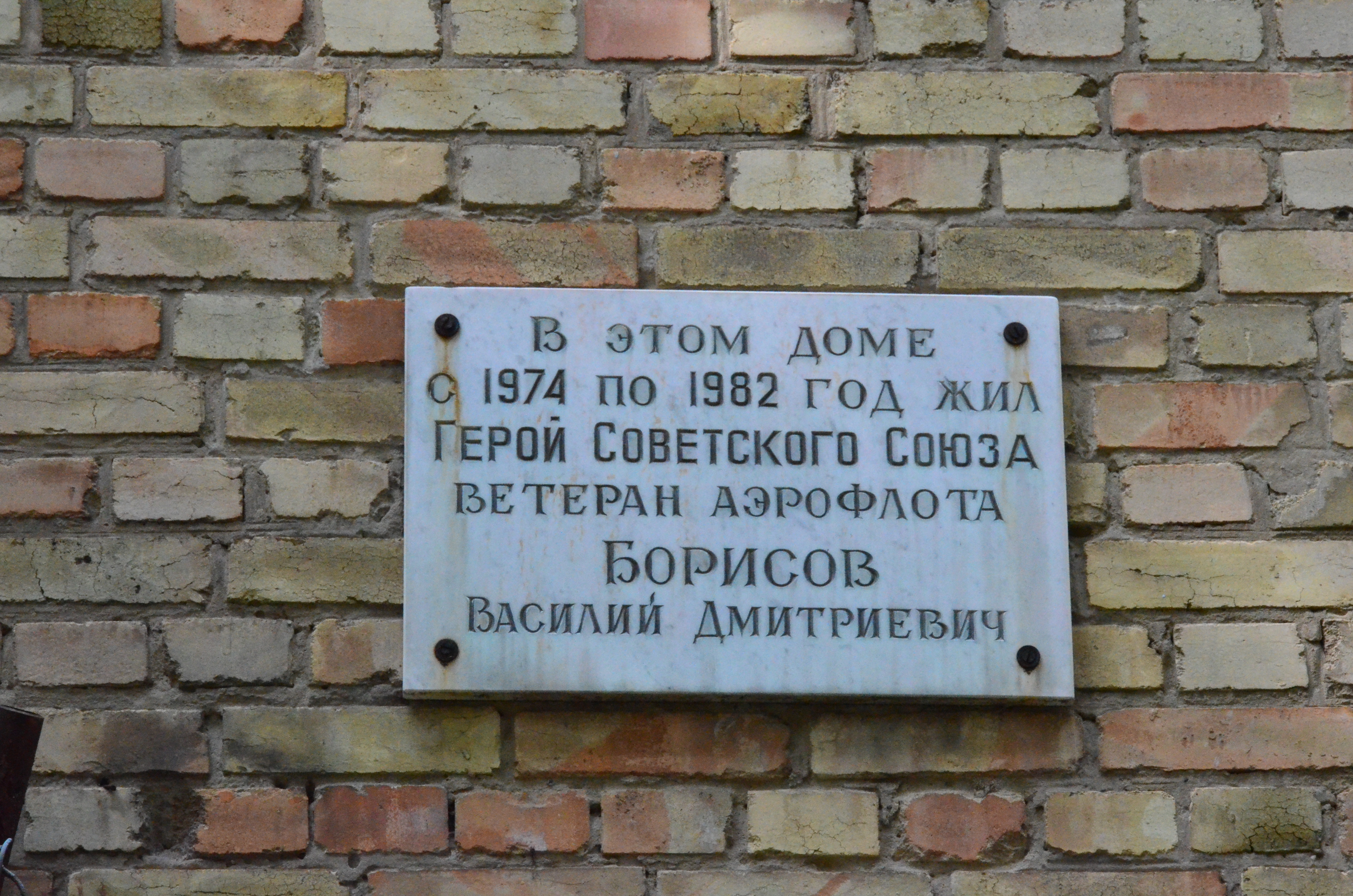
Меморіальна дошка на будинку, де жив Герой Радянського Союзу, ветеран аерофлоту Василь Борисов
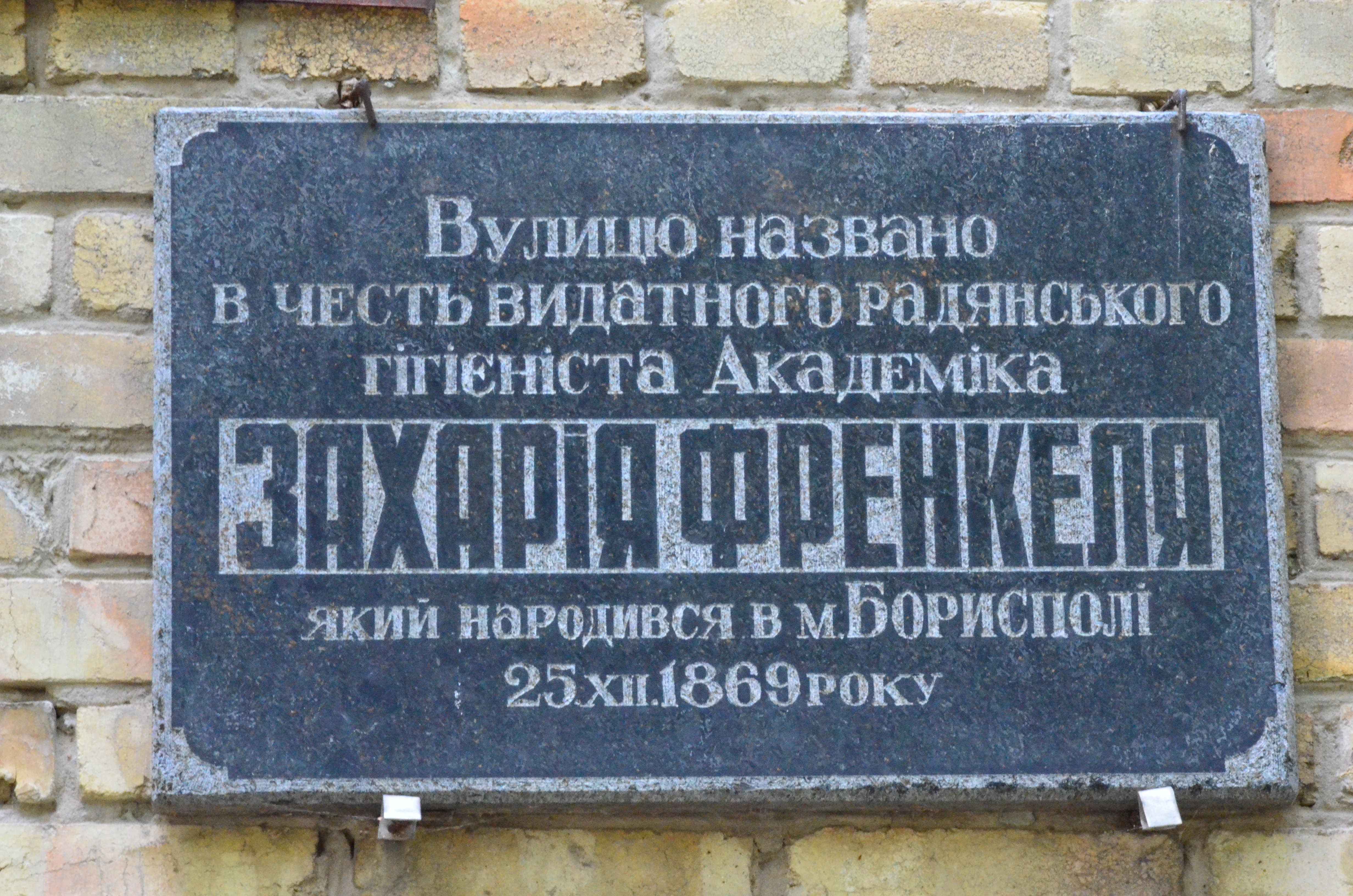
Меморіальна дошка на честь видатного гігієніста, академіка Захарія Френкеля, який народився в Борисполі
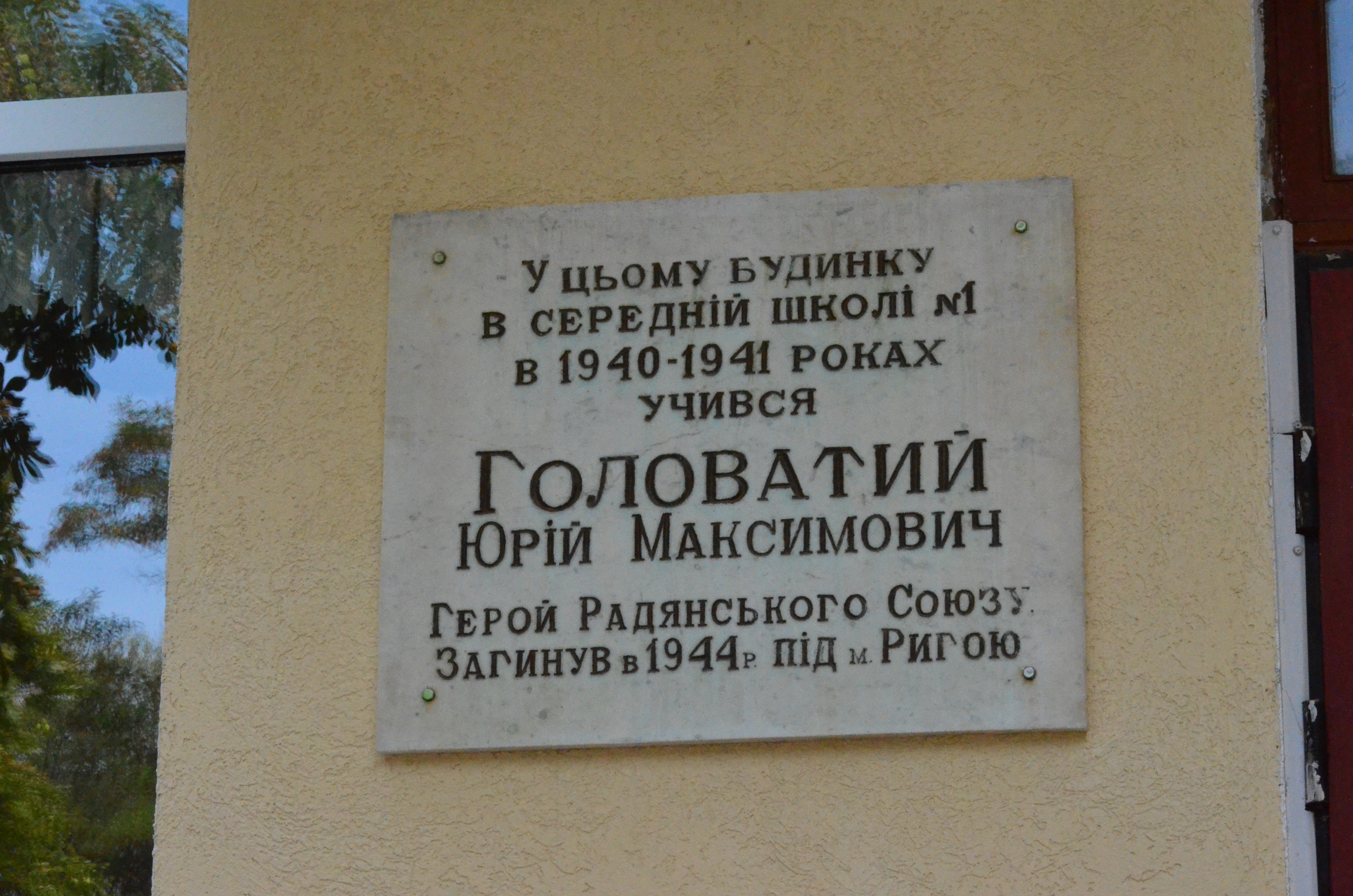
Меморіальна дошка на приміщенні школи № 1, де навчався Герой Радянського Союзу Юрій Головатий
Колишня Бориспільська міська пожежна частина
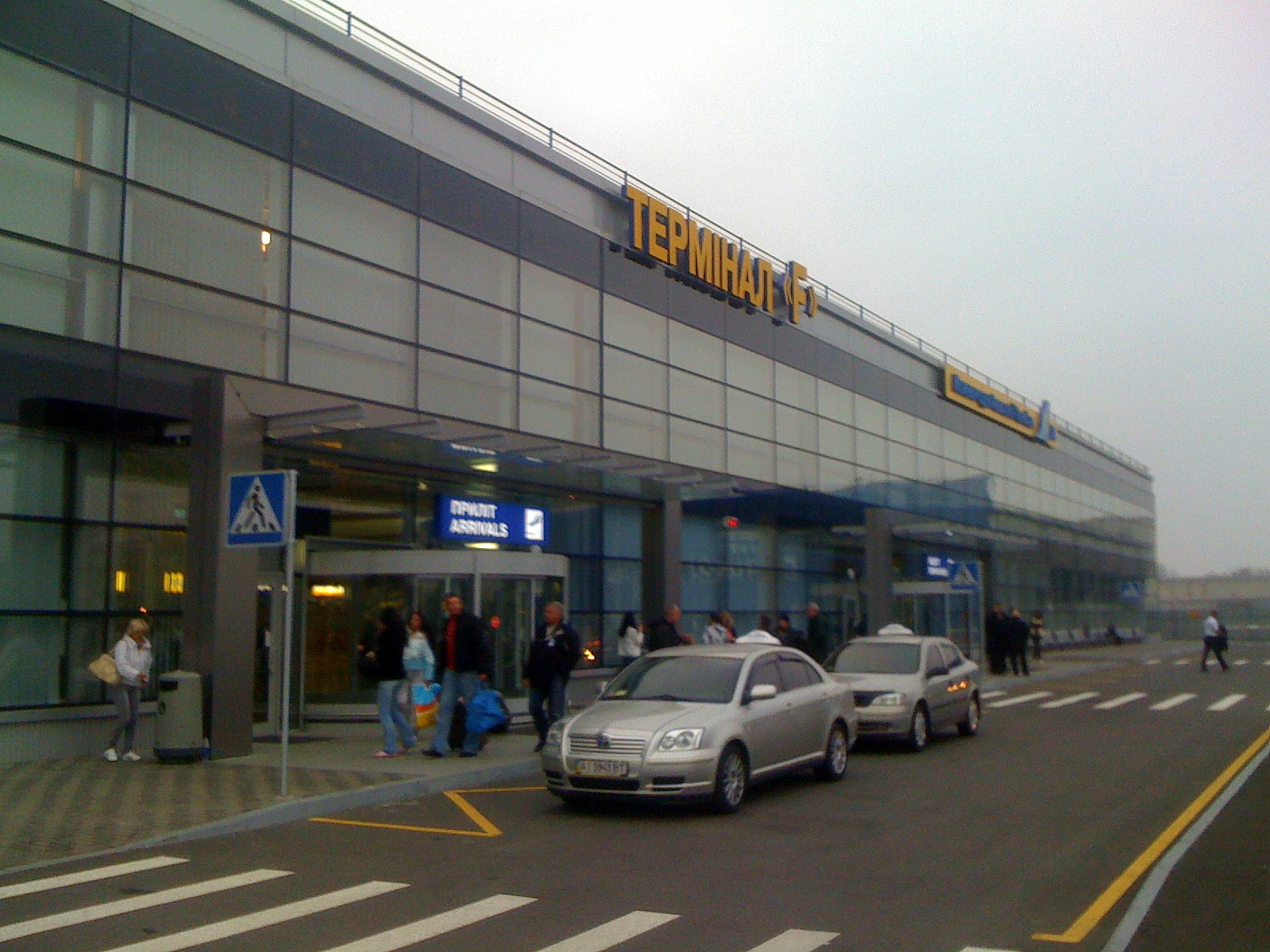
Термінал «F» аеропорту «Бориспіль»
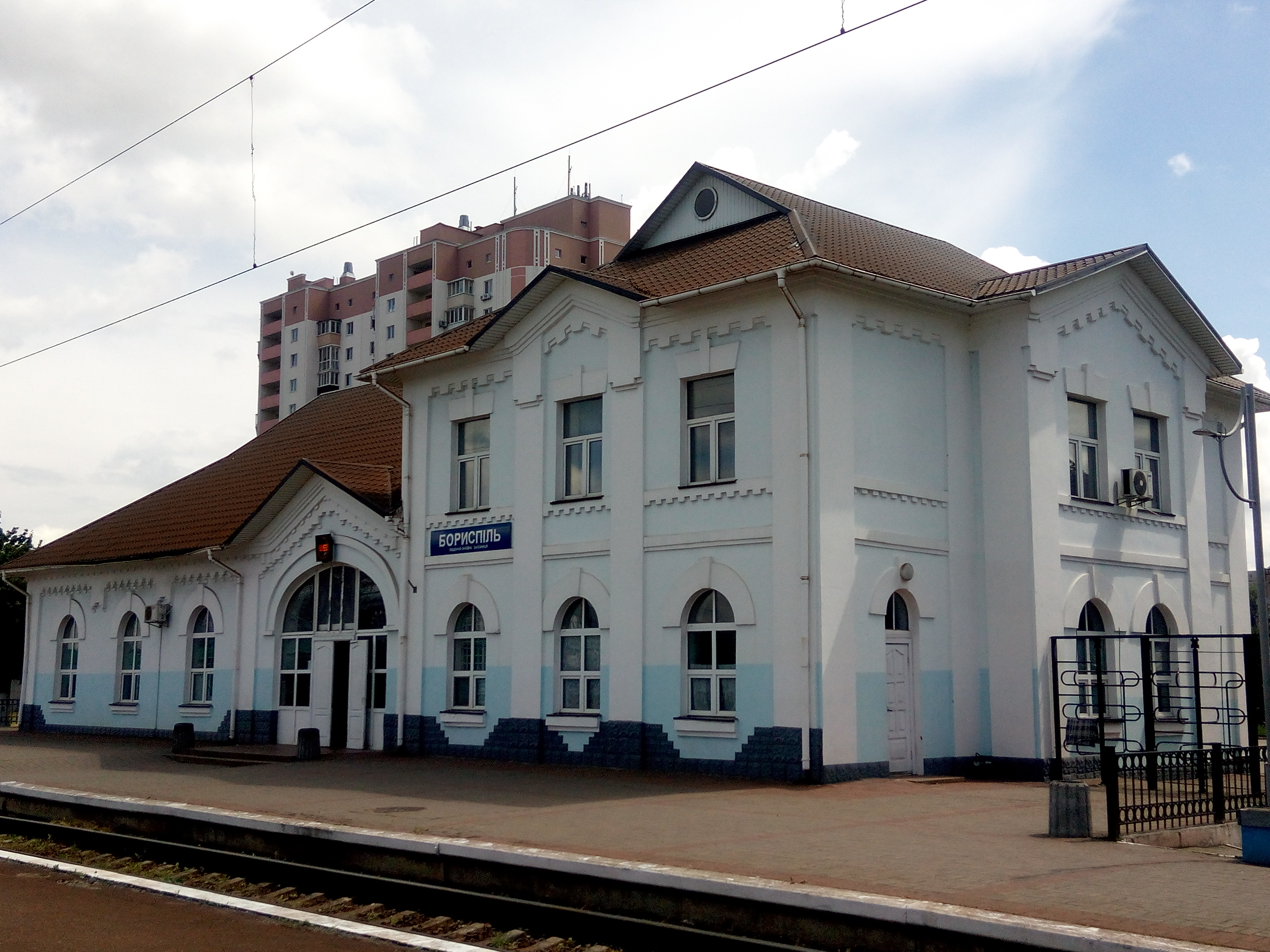
Залізничний вокзал
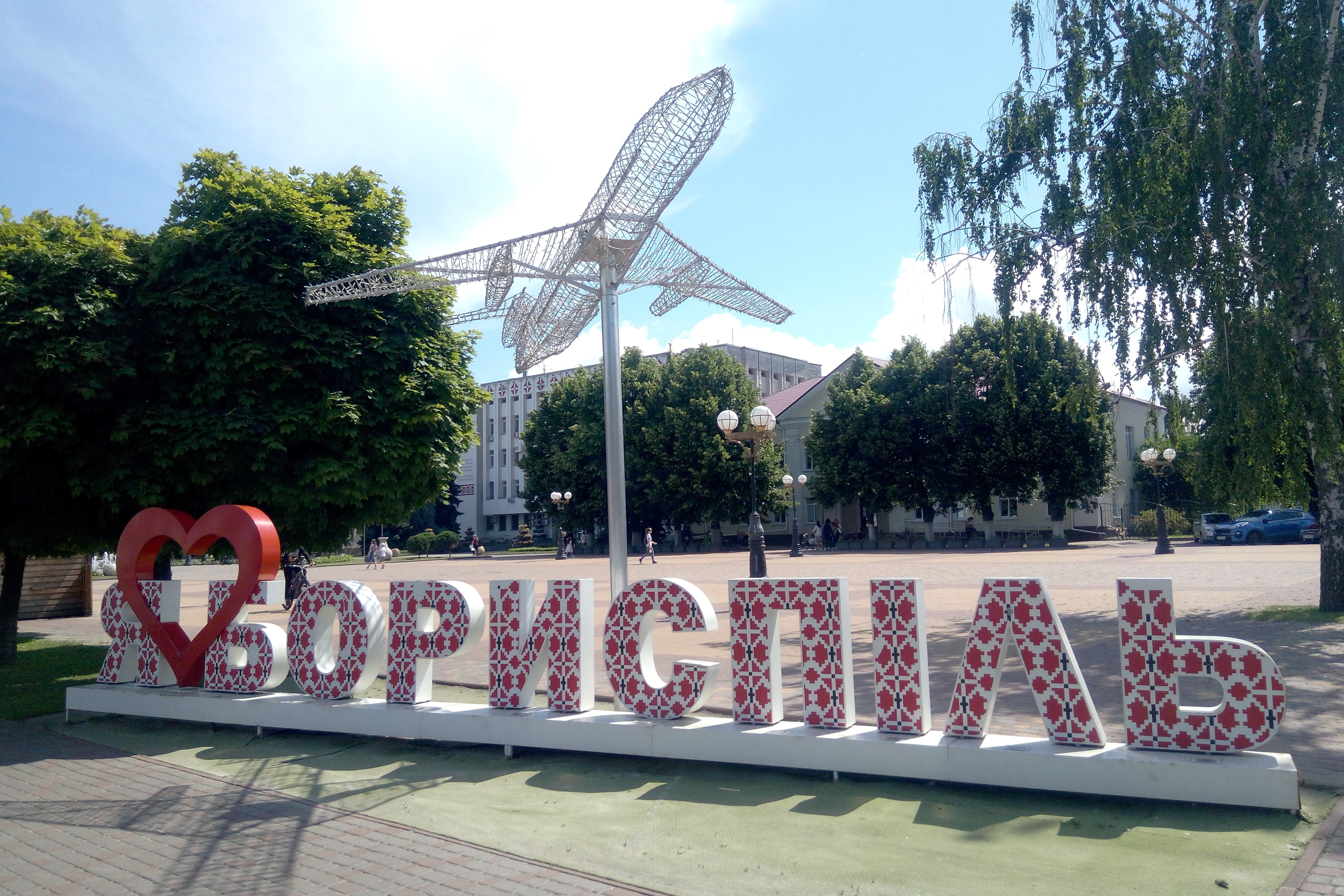
Артоб'єкт «Я кохаю Бориспіль»
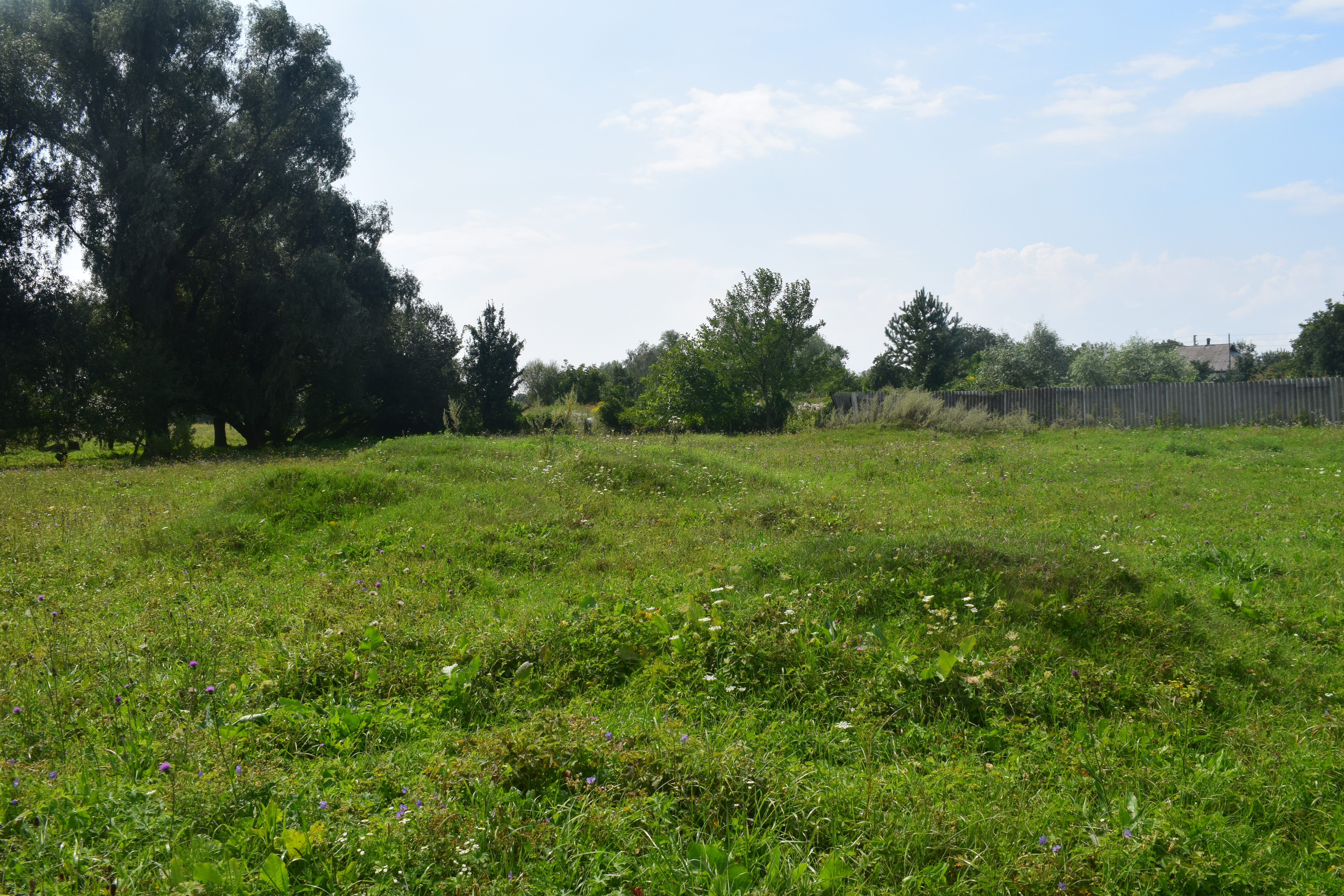
Курганна група мікрорайон «Нестерівка»

## Пам'ятники

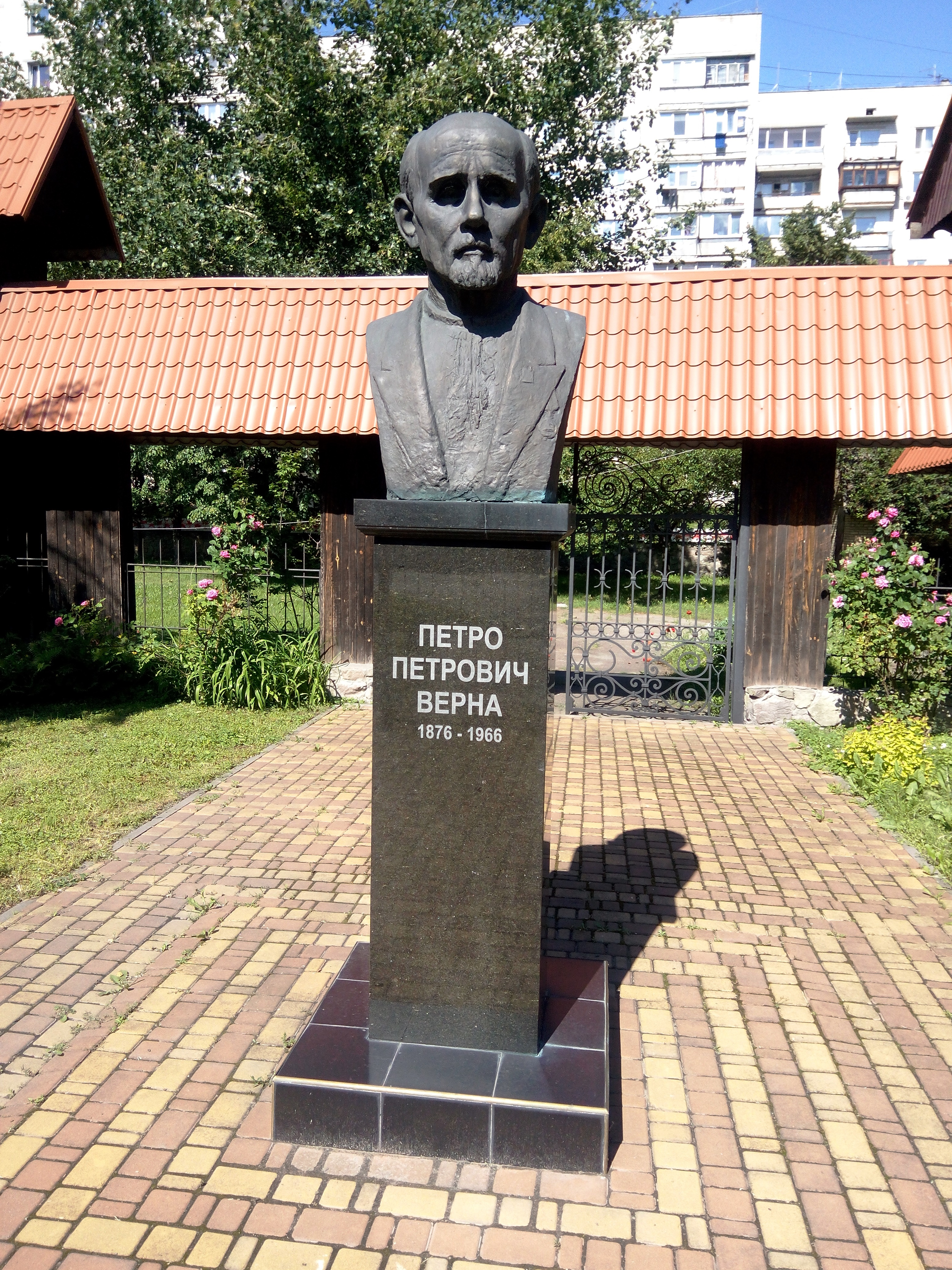
Погруддя Петра Верни
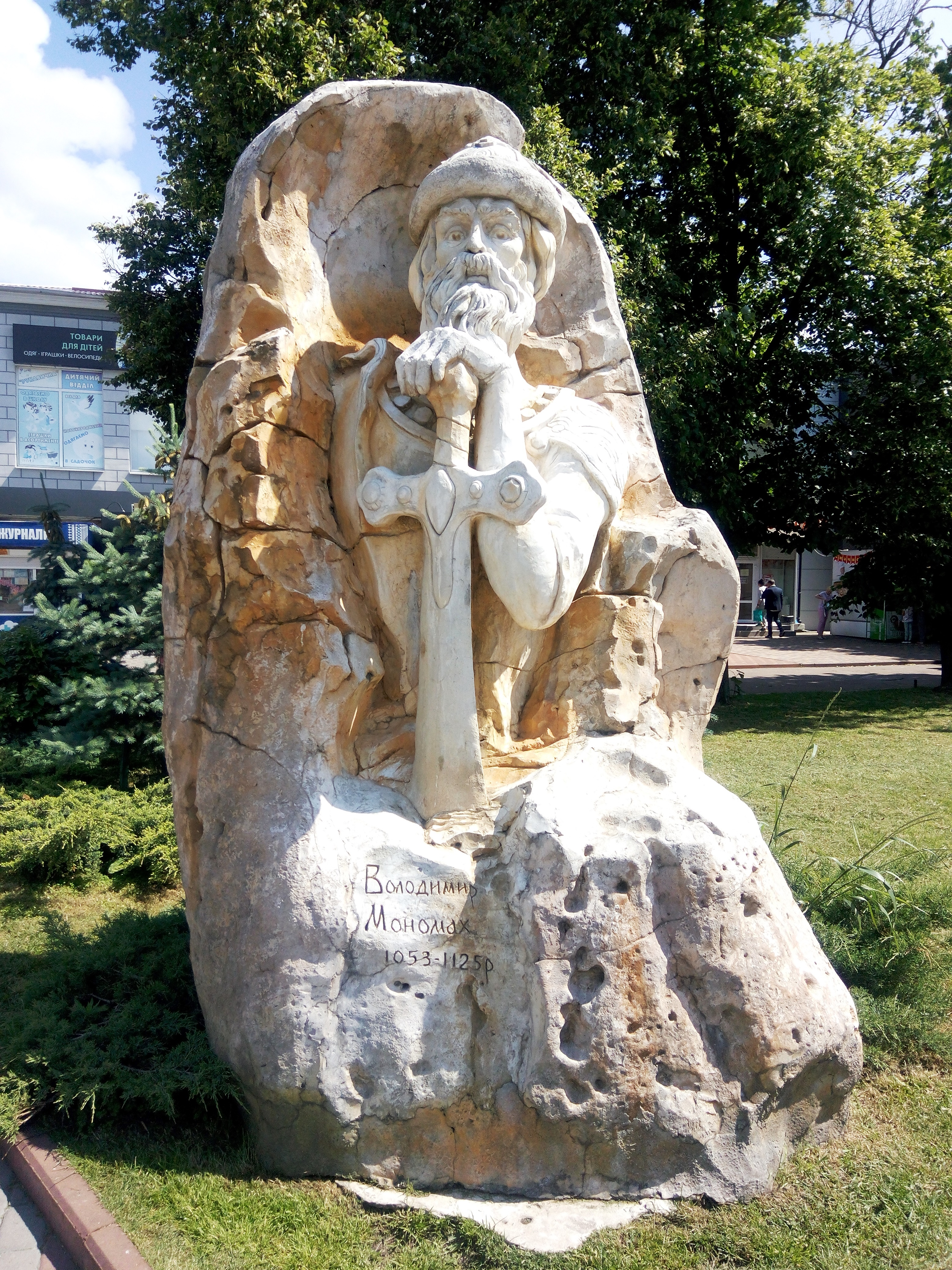
Пам'ятник князю Володимиру Мономаху
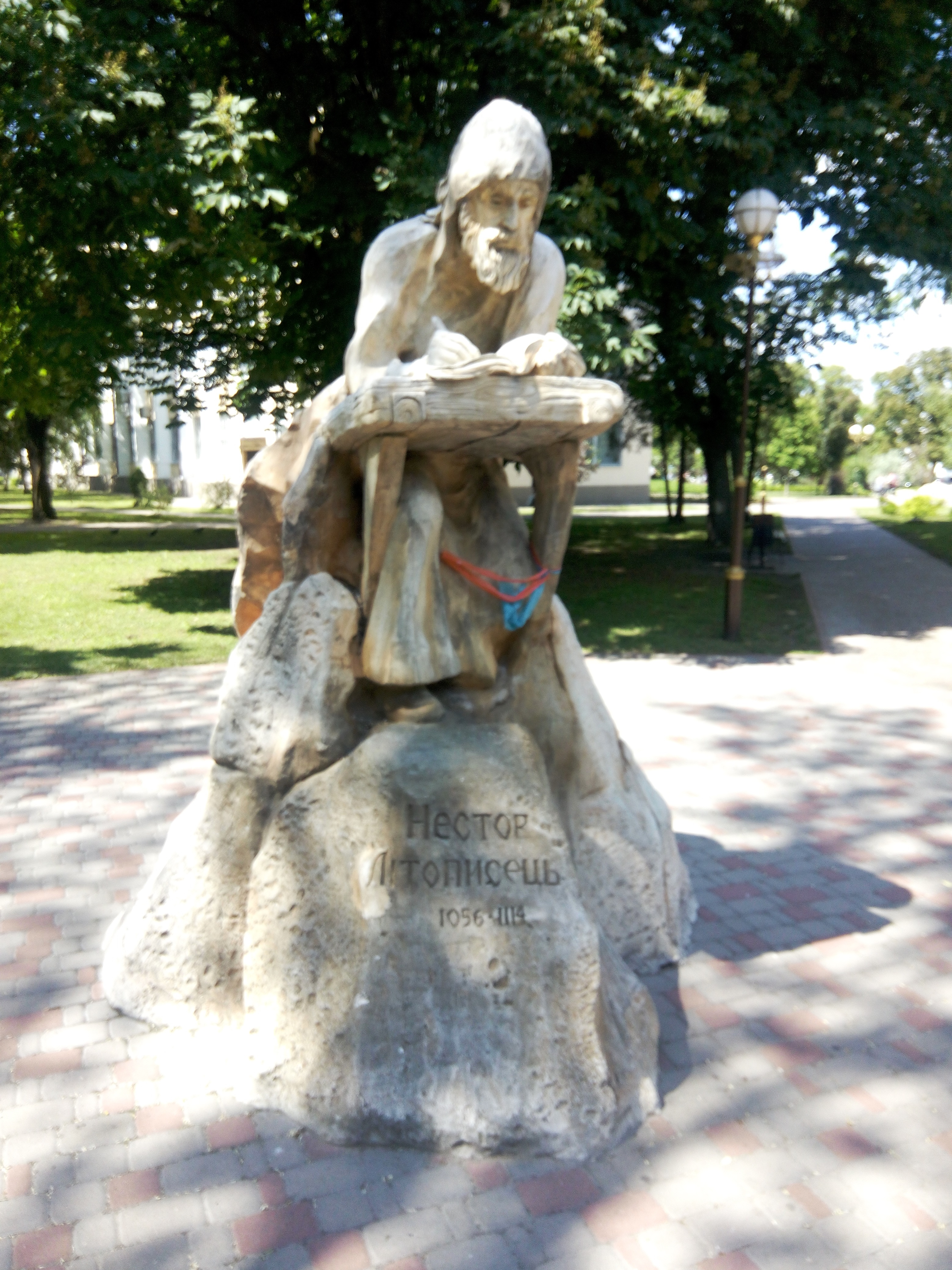
Пам'ятник Нестору Літописцю
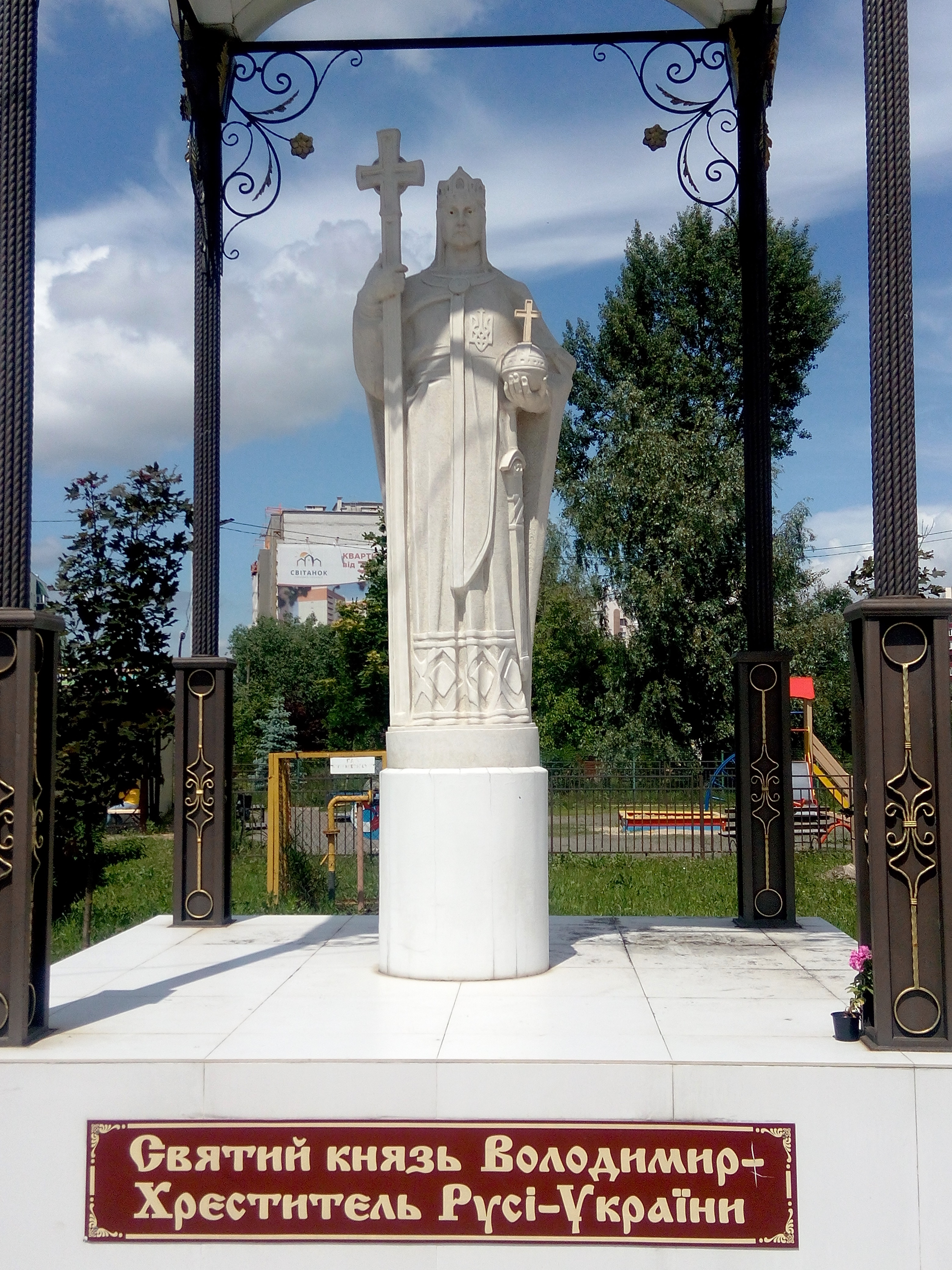
Пам'ятник київському князю Володимиру Великому
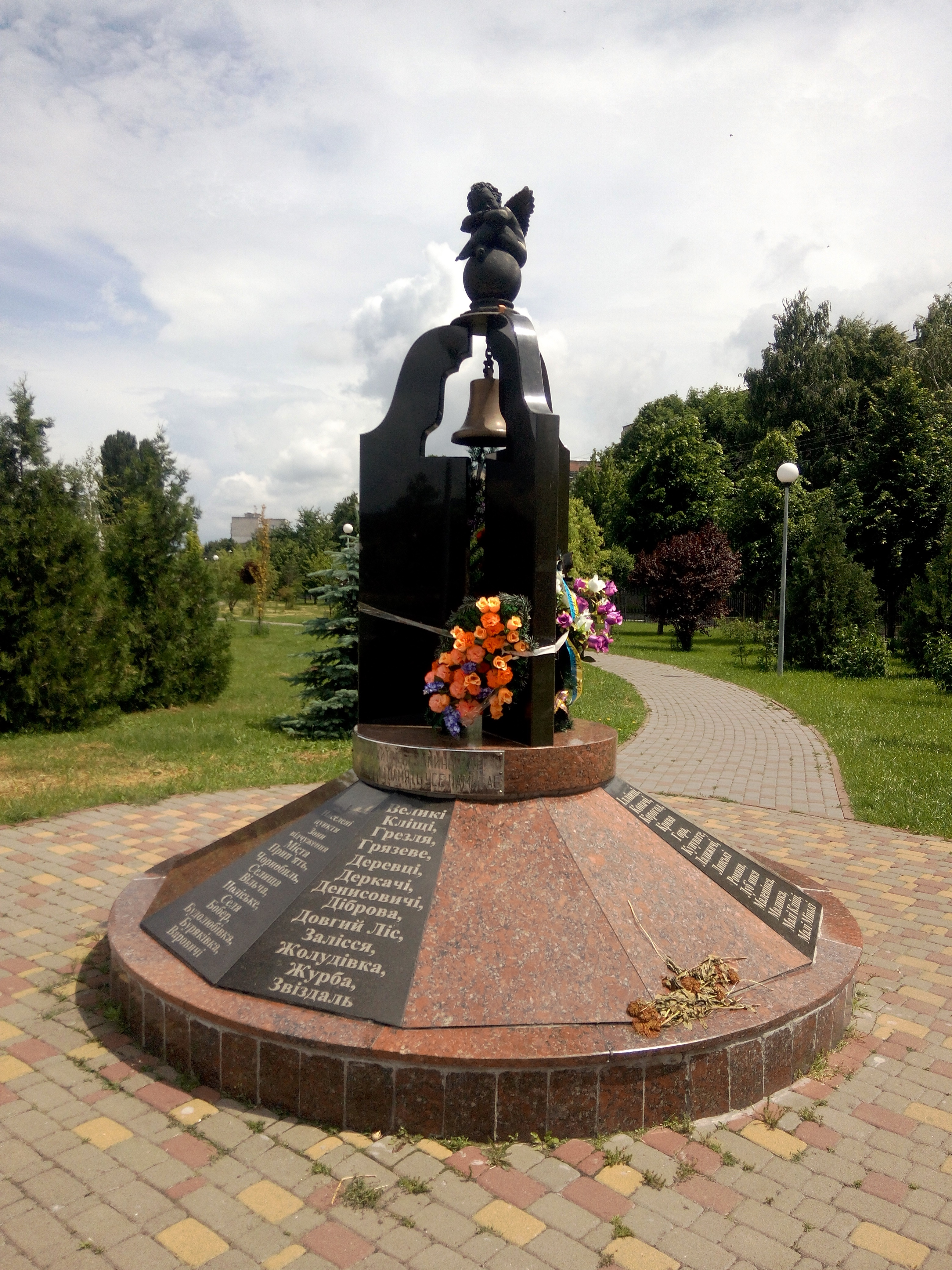
Пам'ятник жертвам Чорнобильської катастрофи
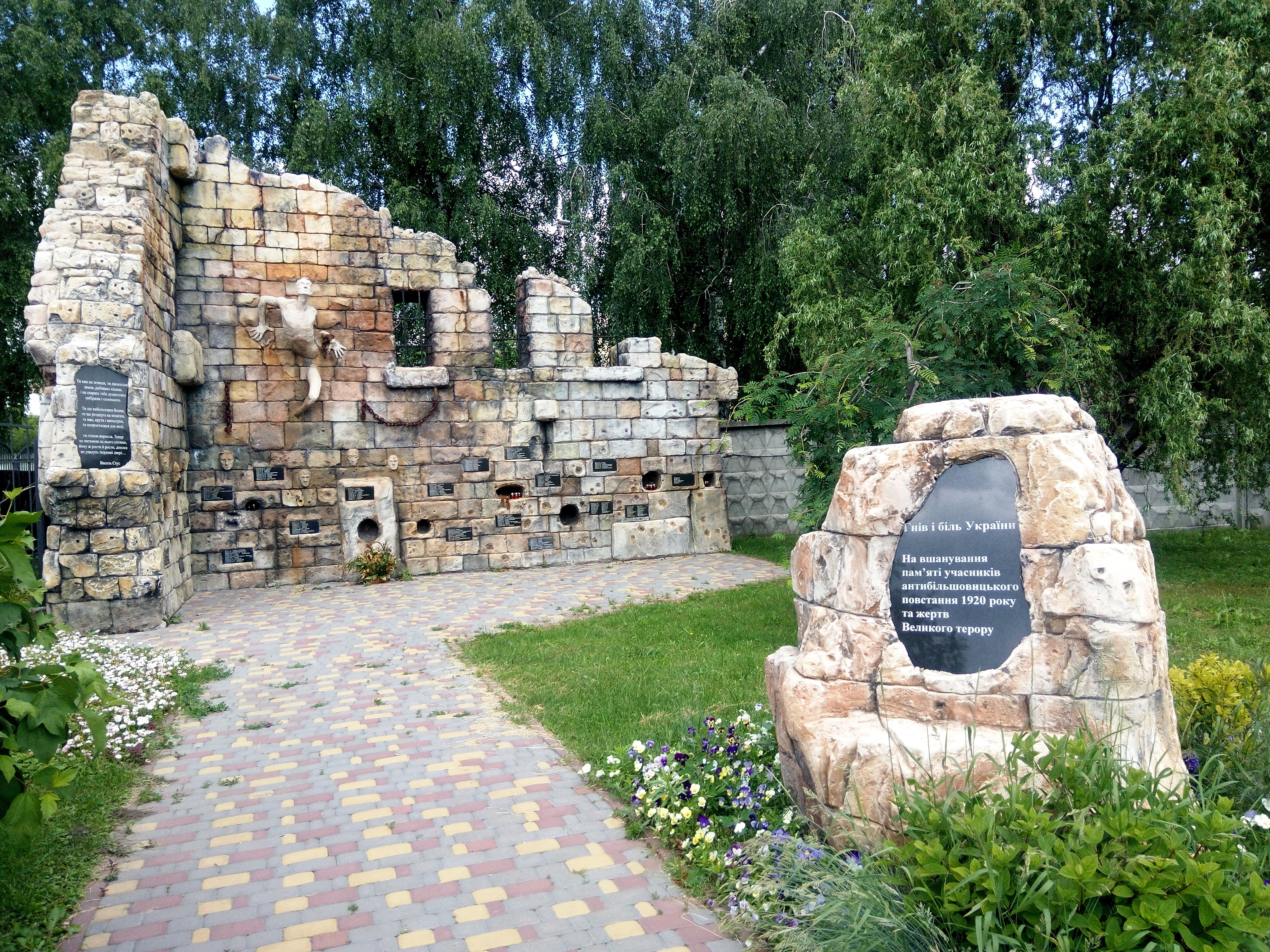
Стіна пам'яті жертвам «Великого терору»
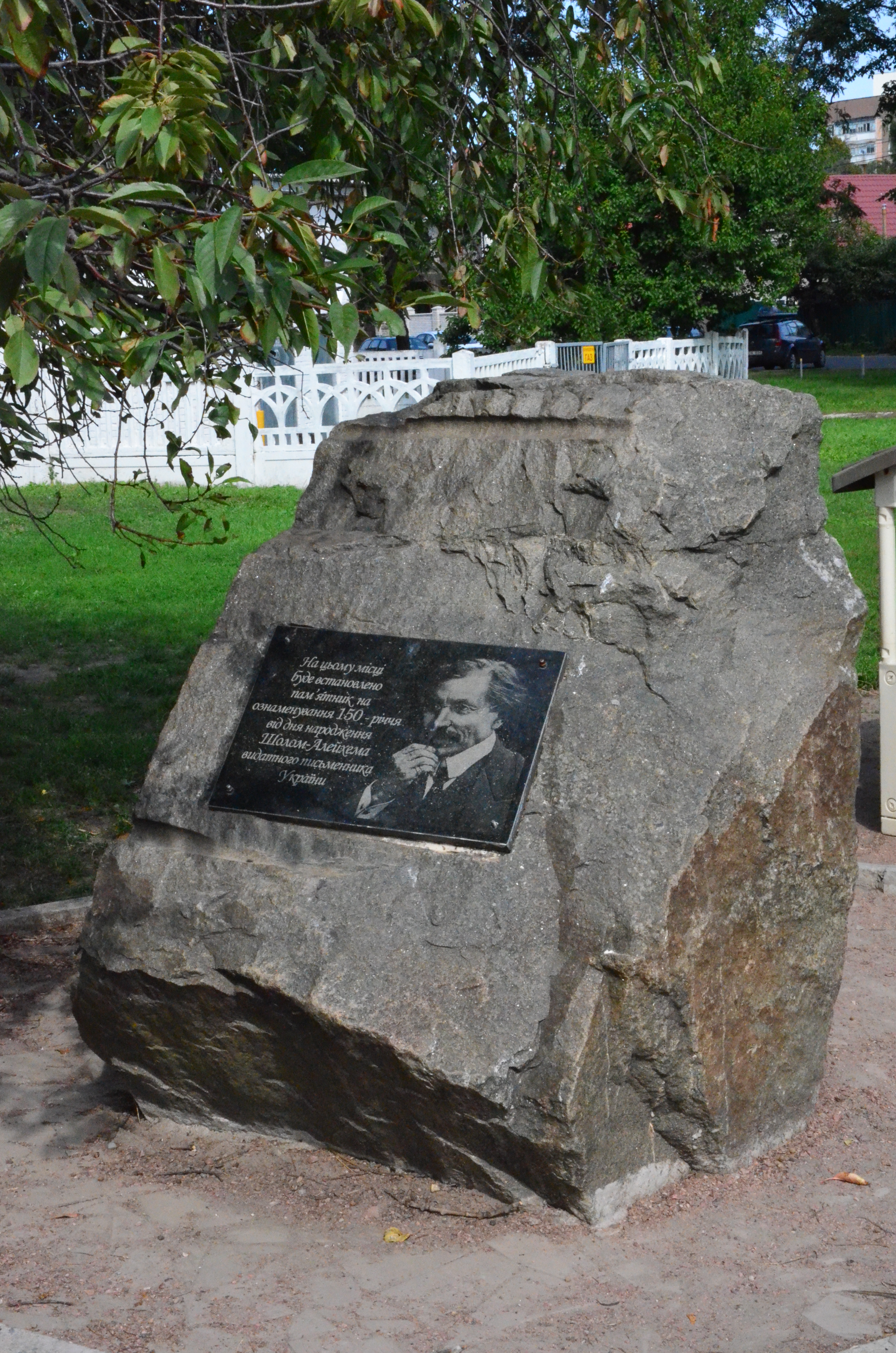
Пам'ятний знак класику єврейської літератури Шолом-Алейхему
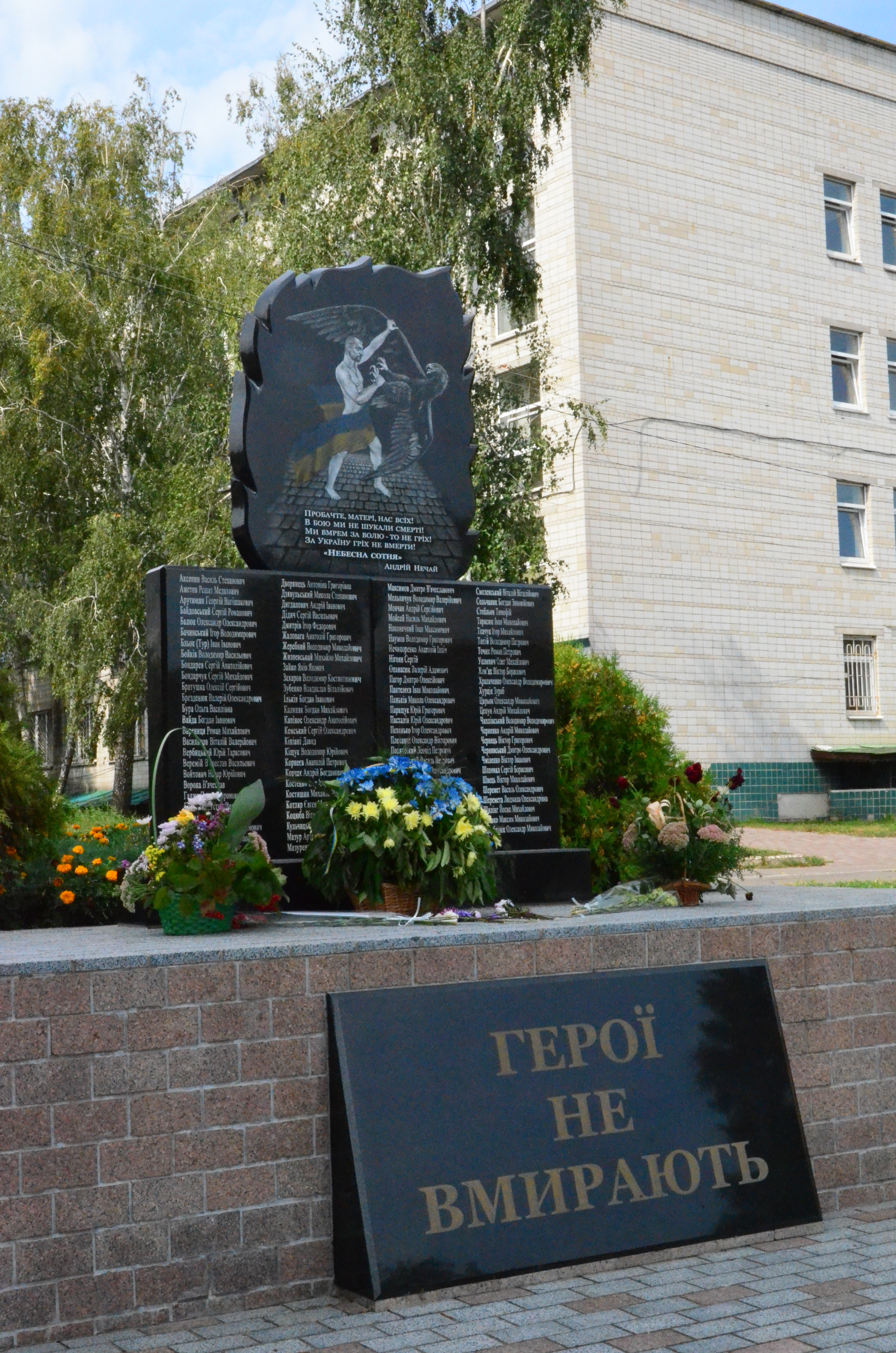
Пам'ятник Небесній Сотні
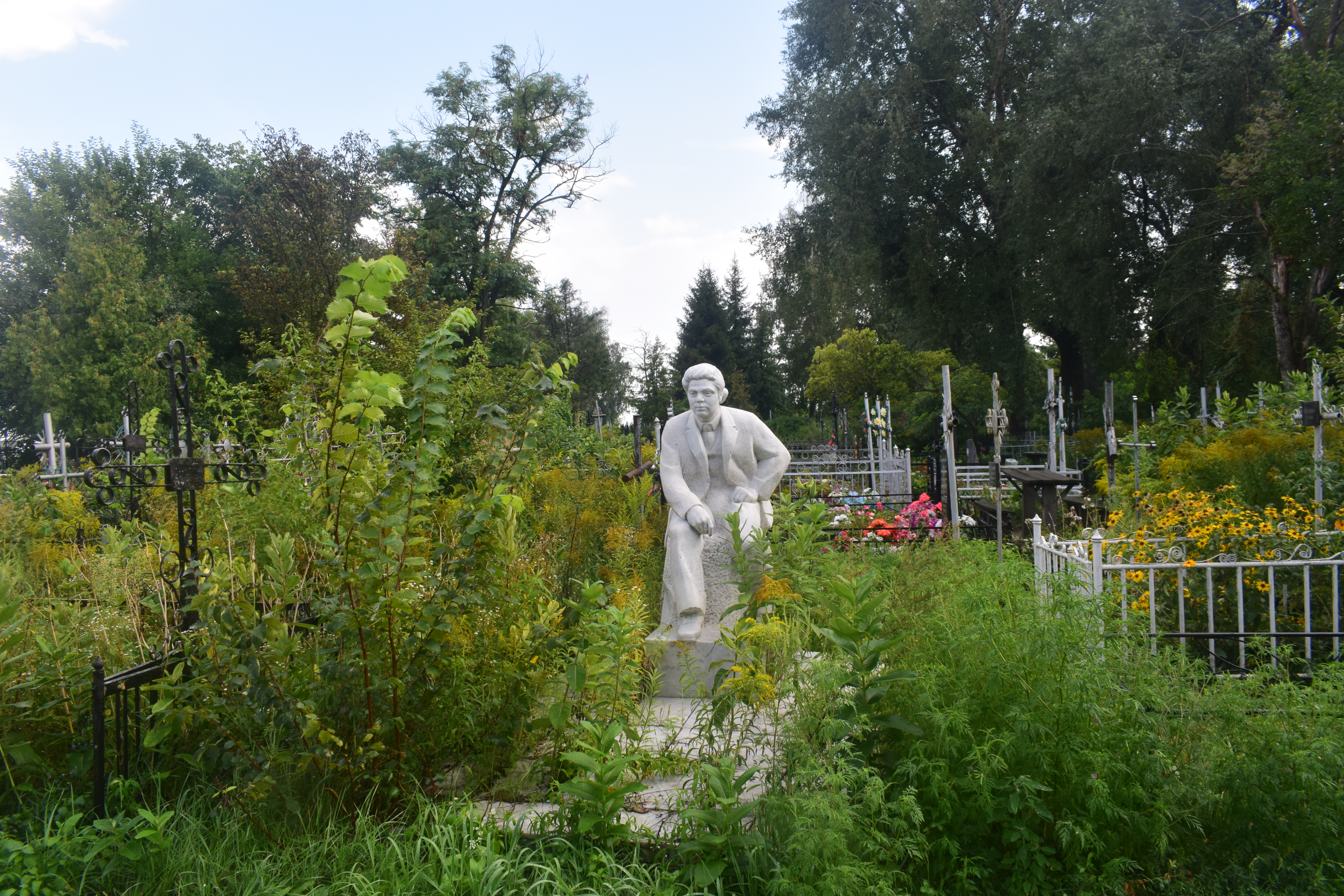
Могила заслуженого майстра народної творчості, різьбяра по дереву П. П. Верни
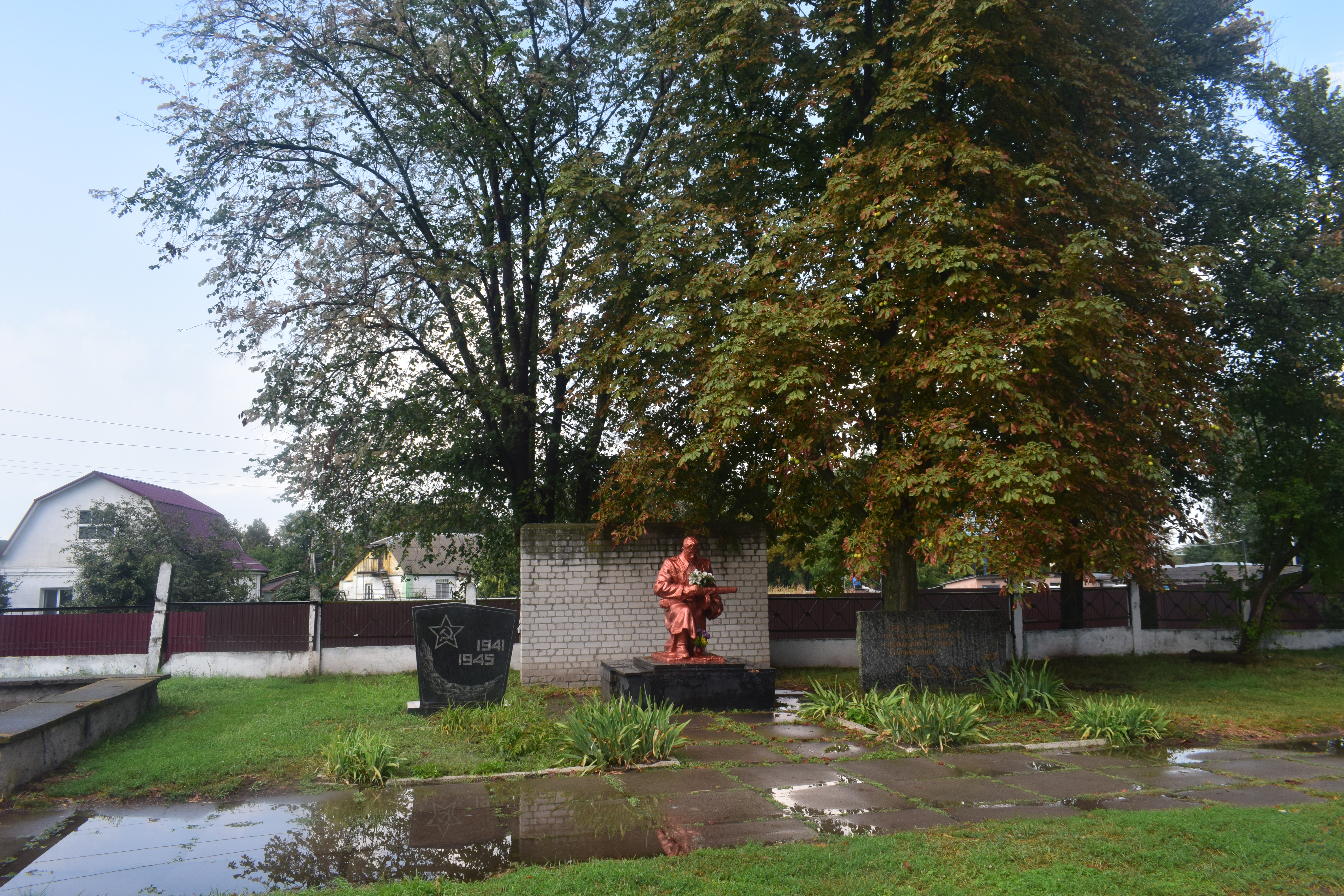
Пам'ятний знак воїнів, які загинули при обороні і визволенні м. Борисполя
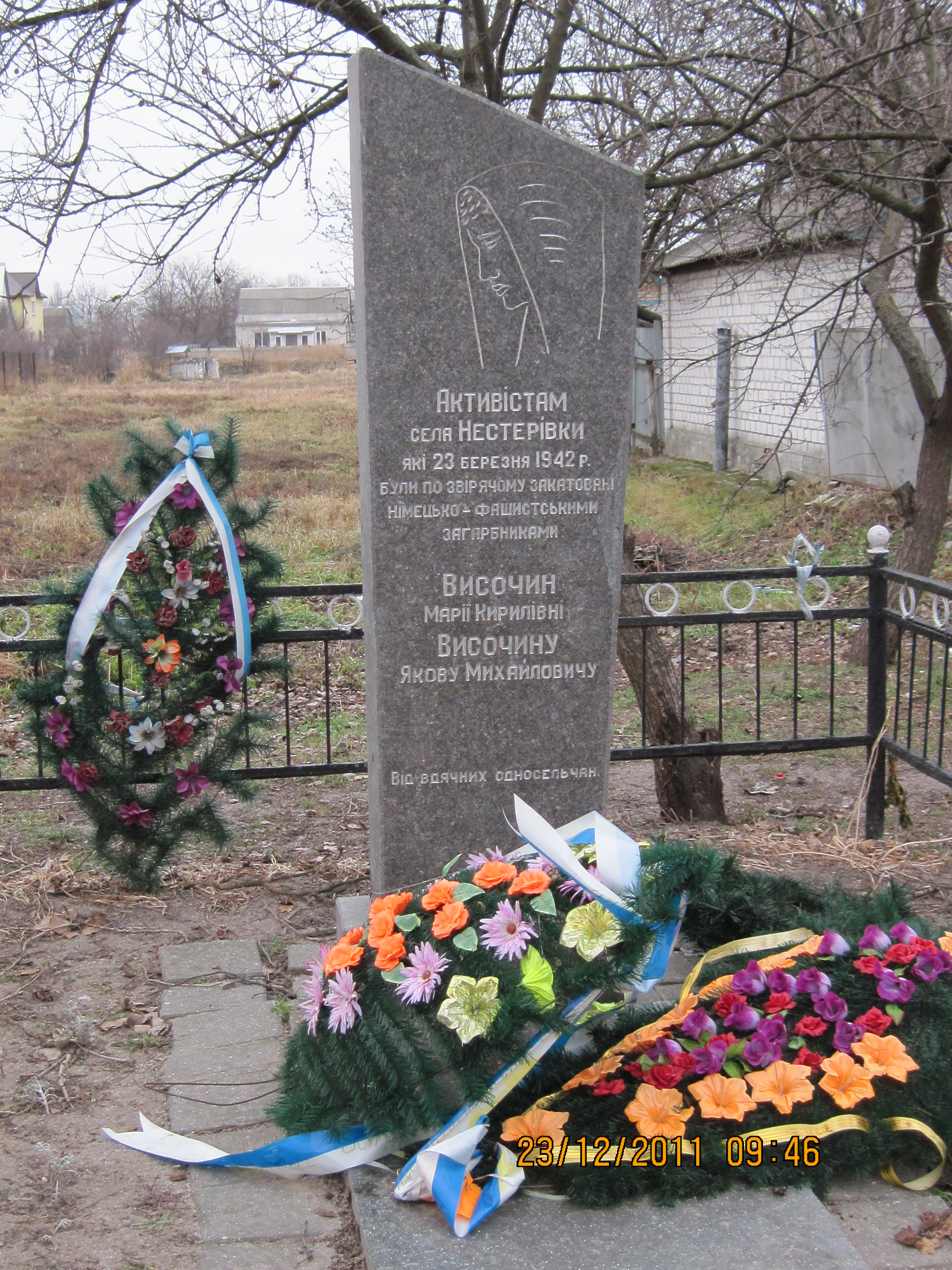
Могила активістів с. Нестерівки Височин М. К. та Височин Я. М., які були закатовані фашистами у 1942 році